# Шальке 04
«Ша́льке 04» (нем. Fußball-Club Gelsenkirchen-Schalke 04 e.V.; немецкое произношение: [ˈʃalkə nʊl fiːɐ̯]) — немецкий профессиональный футбольный клуб из города Гельзенкирхен, земля Северный Рейн-Вестфалия. Был основан 4 мая 1904 года как «Вестфалия Шальке» (Westfalia Schalke), в 1924 году изменил название на «Шальке 04». Один из самых титулованных клубов Германии. Лучшего результата в еврокубках клуб добился в 1997 году, выиграв Кубок УЕФА. Выступает в Второй Бундеслиге, втором по значимости дивизионе футбольных лиг Германии.
Один из самых популярных футбольных клубов в Германии. В сентябре 2018 года число членов клуба перешагнуло отметку в 156 000 человек, и по этому показателю «Шальке 04» занимает второе место в Германии. Самый заклятый соперник «Шальке 04» — дортмундская «Боруссия», противостояние с которой называется Рурское дерби и считается «Матерью всех дерби» в Германии. Дружественные отношения гельзенкирхенский клуб поддерживает с «Нюрнбергом». Талисмана клуба зовут Эрвин (нем. Erwin), девиз клуба — Wir leben dich (с нем. — «Мы живём тобой»).

## История

### Ранние годы (1904—1923)

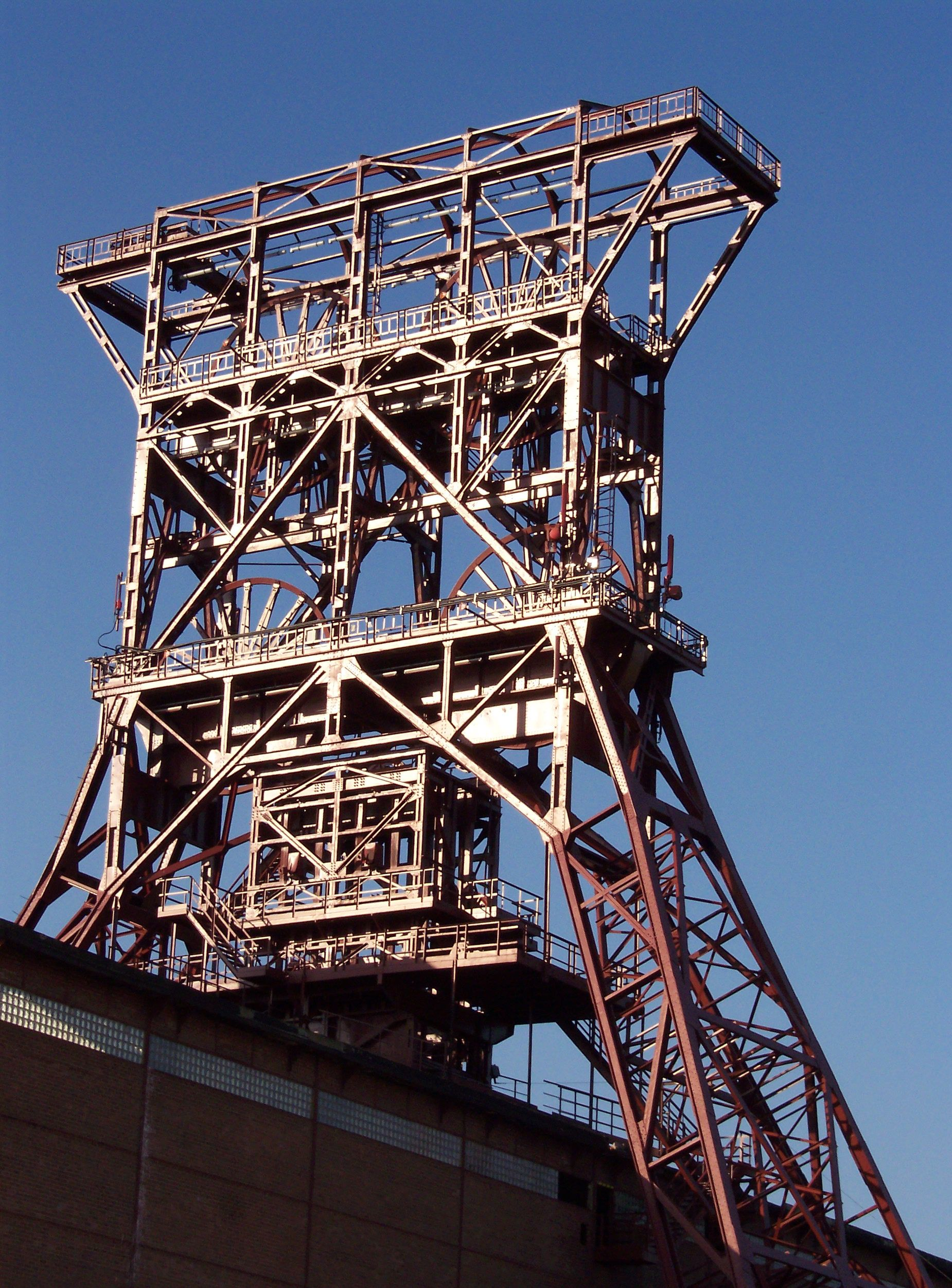
Шахта «Консолидация»

Датой основания «Шальке 04» считается 4 мая 1904 года — спустя год после того, как перспективный в горном деле район Шальке вошёл в состав Гельзенкирхена. Клуб был основан группой из десяти молодых людей под первоначальным названием «Вестфалия Шальке» (Westfalia Schalke), они ещё были студентами и подмастерьями на шахте «Консолидация» и на фабрике кухонной техники Küppersbusch. Его первыми цветами стали красный и жёлтый — цвета нидерландской команды, гостившей тогда в Гельзенкирхене. Западногерманский игровой союз (Westdeutscher Spielverband (WSV)) признать новый клуб отказался, но к концу года в клубе уже состояло 16 членов, а в 1907 году — 40 членов. Большинство игроков и болельщиков клуба были шахтёрами, которые жили и играли в горнодобывающем регионе рядом с шахтой Consolidation, поэтому они получили прозвище die Knappen (с нем. — «горняки, шахтёры»).
13 февраля 1912 года произошло слияние «Вестфалии Шальке» с гимнастическим обществом «Шальке 1877» (Turnverein Schalke 1877), которое уже являлось членом WSV. «Вестфалия» вошла в «Шальке 1877» на правах футбольной секции, став самостоятельным подразделением внутри общества. Президентом всего «Шальке 1877» остался Фриц Ункель, а заведующим футбольной секцией стал Герхард Клопп. Для игр команда использовала поле на Гренцштрассе, а 21 ноября 1913 года сменила цвета формы на синий и белый.
Летом 1915 года снова было образовано спортивное общество под названием «Вестфалия Шальке» (Sportverein Westfalia Schalke), которое существовало параллельно с «Шальке 1877». В июле 1916 года произошло слияние команд в «Объединённую военную команду Шальке» (Vereinigte Kriegsmannschaft Schalke), которая распалась по окончании Первой мировой войны. В мае 1919 года спортивное общество «Вестфалия Шальке» и гимнастическое общество «Шальке 1877» окончательно объединились и образовали гимнастическое и спортивное общество «Шальке 1877» (Turn- und Sportverein Schalke 1877). Под этим названием команда поднялась во вторую лигу, а в 1922 году провела первый матч с зарубежной командой — с полупрофессионалами и действующими обладателями Кубка Австрии из венского клуба «ВАФ» (1:2).

### Смена названия, успешные годы (1924—1945)
| Сезоны 1933—1945 | Сезоны 1933—1945  | Сезоны 1933—1945 |
| Сезон            | Лига              | Место            |
| ---------------- | ----------------- | ---------------- |
| 1933/34          | Гаулига Вестфалия | 1                |
| 1934/35          | Гаулига Вестфалия | 1                |
| 1935/36          | Гаулига Вестфалия | 1                |
| 1936/37          | Гаулига Вестфалия | 1                |
| 1937/38          | Гаулига Вестфалия | 1                |
| 1938/39          | Гаулига Вестфалия | 1                |
| 1939/40          | Гаулига Вестфалия | 1                |
| 1940/41          | Гаулига Вестфалия | 1                |
| 1941/42          | Гаулига Вестфалия | 1                |
| 1942/43          | Гаулига Вестфалия | 1                |
| 1943/44          | Гаулига Вестфалия | 1                |
| 1944/45          | Гаулига Вестфалия | 2                |

5 января 1924 года футболисты отделились от гимнастического общества и выбрали клубу новое имя — Футбольный клуб «Шальке 04» (Fußball-Club Schalke 04 e.V. (FC Schalke 04)). Новыми клубными цветами стали синий и белый, поэтому у клуба появилось ещё одно прозвище — die Königsblauen (с нем. — «королевские синие»). В 1925 году «Шальке 04» пригласил первого тренера в истории клуба, им стал бывший игрок сборной Хайнц Людевиг. В течение следующих лет «Шальке 04» стал доминирующим клубом в регионе и играл в быстрый футбол с множеством коротких пасов — эта система обрела огромную популярность и получила название Schalker Kreisel (с нем. — «Волчок „Шальке“»). В 1927 году команда выиграла Гаулигу Рур, стала вице-чемпионом Западной Германии и впервые вышла в финальный раунд чемпионата Германии, где уступила клубу «Мюнхен 1860» (1:3) в 1/8 финала. В том же году Эрнст Куцорра стал первым футболистом «Шальке», сыгравшим за национальную сборную.
В 1928 году «Шальке 04» построил свой первый стадион — «Глюкауф-Кампфбан», арендовав землю на Гренцштрассе у шахты Consolidation. В благодарность за то, что город Гельзенкирхен внёс свой вклад в покрытие расходов на строительство нового стадиона, клуб в последний раз изменил название — Футбольный клуб «Гельзенкирхен-Шальке 04» (Fußball-Club Gelsenkirchen-Schalke 04 e.V. (FC Gelsenkirchen-Schalke 04)). В 1929 году клуб впервые выиграл чемпионат Западной Германии.

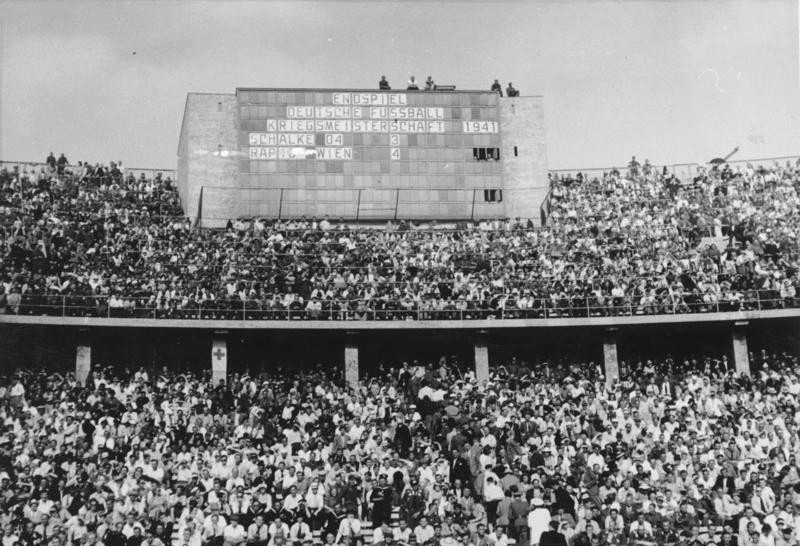
Зрители на трибуне «Олимпиаштадиона» во время финала чемпионата Германии 1941 года с венским «Рапидом»

В августе 1930 года «Шальке» был исключён из WSV, а 14 футболистов команды были дисквалифицированы на один год за то, что клуб платил им слишком много денег (до двадцати рейсхмарок вместо положенных пяти), что противоречило принципам любительского футбола. После этого события финансовый директор «Шальке» Вилли Нир совершил самоубийство, утопившись в канале Рейн — Херне. Уже в январе 1931 года клуб вернули в состав WVS, а к лету дисквалификация футболистов была сокращена. 1 июня состоялось возвращение «Шальке»: матч с дюссельдорфской «Фортуной» посетили рекордные в истории стадиона «Глюкауф-Кампфбан» 70 тысяч человек.
После прихода НСДАП к власти в Германии структура немецкого футбола была реорганизована, «Шальке» вступил в Гаулигу Вестфалия и стал самым успешным клубом в стране во времена национал-социализма. С 1934 года по 1942 год «королевские синие» каждый год выходили как минимум либо в финал чемпионата, либо в финал кубка страны. За эти девять лет «Шальке» шесть раз становился чемпионом Германии, ещё два раза проиграв в финале. В кубке таких успехов добиться не удалось: команда пять раз выходила в финал, но выиграла лишь однажды. Первое чемпионство клуб оформил в 1934 году, обыграв в финале «Нюрнберг» (2:1). В сезоне 1936/37 «Шальке» выиграл и чемпионат, и кубок страны, впервые в истории немецкого футбола оформив «золотой дубль».

### Послевоенное время, чемпионство в Оберлиге (1945—1963)
| Сезоны 1945—1963 | Сезоны 1945—1963     | Сезоны 1945—1963 |
| Сезон            | Лига                 | Место            |
| ---------------- | -------------------- | ---------------- |
| 1945/46          | Ландеслига Вестфалия | 1                |
| 1946/47          | Ландеслига Вестфалия | 1                |
| 1947/48          | Оберлига Запад       | 6                |
| 1948/49          | Оберлига Запад       | 12               |
| 1949/50          | Оберлига Запад       | 6                |
| 1950/51          | Оберлига Запад       | 1                |
| 1951/52          | Оберлига Запад       | 2                |
| 1952/53          | Оберлига Запад       | 6                |
| 1953/54          | Оберлига Запад       | 3                |
| 1954/55          | Оберлига Запад       | 5                |
| 1955/56          | Оберлига Запад       | 2                |
| 1956/57          | Оберлига Запад       | 4                |
| 1957/58          | Оберлига Запад       | 1                |
| 1958/59          | Оберлига Запад       | 11               |
| 1959/60          | Оберлига Запад       | 4                |
| 1960/61          | Оберлига Запад       | 3                |
| 1961/62          | Оберлига Запад       | 2                |
| 1962/63          | Оберлига Запад       | 6                |

Несмотря на то, что в первые годы Второй мировой войны многие игроки «Шальке» были освобождены от военной службы, к концу войны проводить турниры становилось всё сложнее, и чемпионская эпоха клуба закончилась. В июле 1945 года обновлённая команда стала играть товарищеские матчи на выезде из-за почти разрушенного состояния домашнего стадиона. В марте 1946 года «Шальке» начал выступления в новообразованной Ландеслиге Вестфалия, а уже в июле был открыт отреставрированный «Глюкауф-Кампфбан». «Королевские синие» выигрывали свою группу в двух первых сезонах, но в 1947 году проиграли в финале дортмундской «Боруссии» (2:3).
В 1947 году была основана Оберлига — высшая лига ФРГ вплоть до появления Бундеслиги. В том же году «Шальке 04» обыграл «Хертен» со счётом 20:0, установив рекорд немецких чемпионатов. Однако этот результат показывал не столь чудовищную мощь гельзенкирхенского клуба, сколь слабость немецких клубов: футбол «Шальке 04» также ослабел, и в 1949 году команда спаслась от вылета лишь в стыковых матчах.
В 1951 году «Шальке» занял первое место в Западной Оберлиге и впервые за семь лет вышел в финальный раунд чемпионата, где стал вторым в группе с «Кайзерслаутерном», «Фюртом» и «Санкт-Паули» и не прошёл в финал. В следующем сезоне команде уже в ранге вице-чемпиона снова удалось выйти в финальный раунд, где она заняла последнее место в группе. В 1954 году главным тренером «Шальке» стал австрийский тренер Эдуард Фрювирт, а воспитанник и капитан команды Берни Клодт стал чемпионом мира . В 1955 году «Шальке» впервые после окончания войны удалось дойти до финала кубка, который был проигран «Карлсруэ» (2:3). В 1956 году «королевские синие» снова вышли в финальный раунд чемпионата, где вылетели лишь по разнице мячей.
В 1958 году команда Фрювирта оформила второе чемпионство в Западной Оберлиге. В групповом этапе финального раунда «Шальке» уверенно занял первое место, выиграв все три матча у «Карлсруэ», брауншвейгского «Айнтрахта» и «Теннис-Боруссии» с общей разницей мячей 16:1. В финале гельзенкирхенцы переиграли «Гамбург» (3:2) и выиграли седьмой и последний по сей день титул чемпионов Германии. В том же году «Шальке» дебютировал в еврокубках, обыграв «Копенгаген» и «Вулверхэмптон Уондерерс» и вылетев от «Атлетико Мадрид» в четвертьфинале Кубка европейских чемпионов.

### Бундеслига, скандал с договорным матчем, первый вылет (1963—1981)
| Сезоны 1963—1981 | Сезоны 1963—1981 | Сезоны 1963—1981 |
| Сезон            | Лига             | Место            |
| ---------------- | ---------------- | ---------------- |
| 1963/64          | Бундеслига       | 8                |
| 1964/65          | Бундеслига       | 16               |
| 1965/66          | Бундеслига       | 14               |
| 1966/67          | Бундеслига       | 15               |
| 1967/68          | Бундеслига       | 15               |
| 1968/69          | Бундеслига       | 7                |
| 1969/70          | Бундеслига       | 9                |
| 1970/71          | Бундеслига       | 6                |
| 1971/72          | Бундеслига       | 2                |
| 1972/73          | Бундеслига       | 15               |
| 1973/74          | Бундеслига       | 7                |
| 1974/75          | Бундеслига       | 7                |
| 1975/76          | Бундеслига       | 6                |
| 1976/77          | Бундеслига       | 2                |
| 1977/78          | Бундеслига       | 9                |
| 1978/79          | Бундеслига       | 15               |
| 1979/80          | Бундеслига       | 8                |
| 1980/81          | Бундеслига       | 17               |

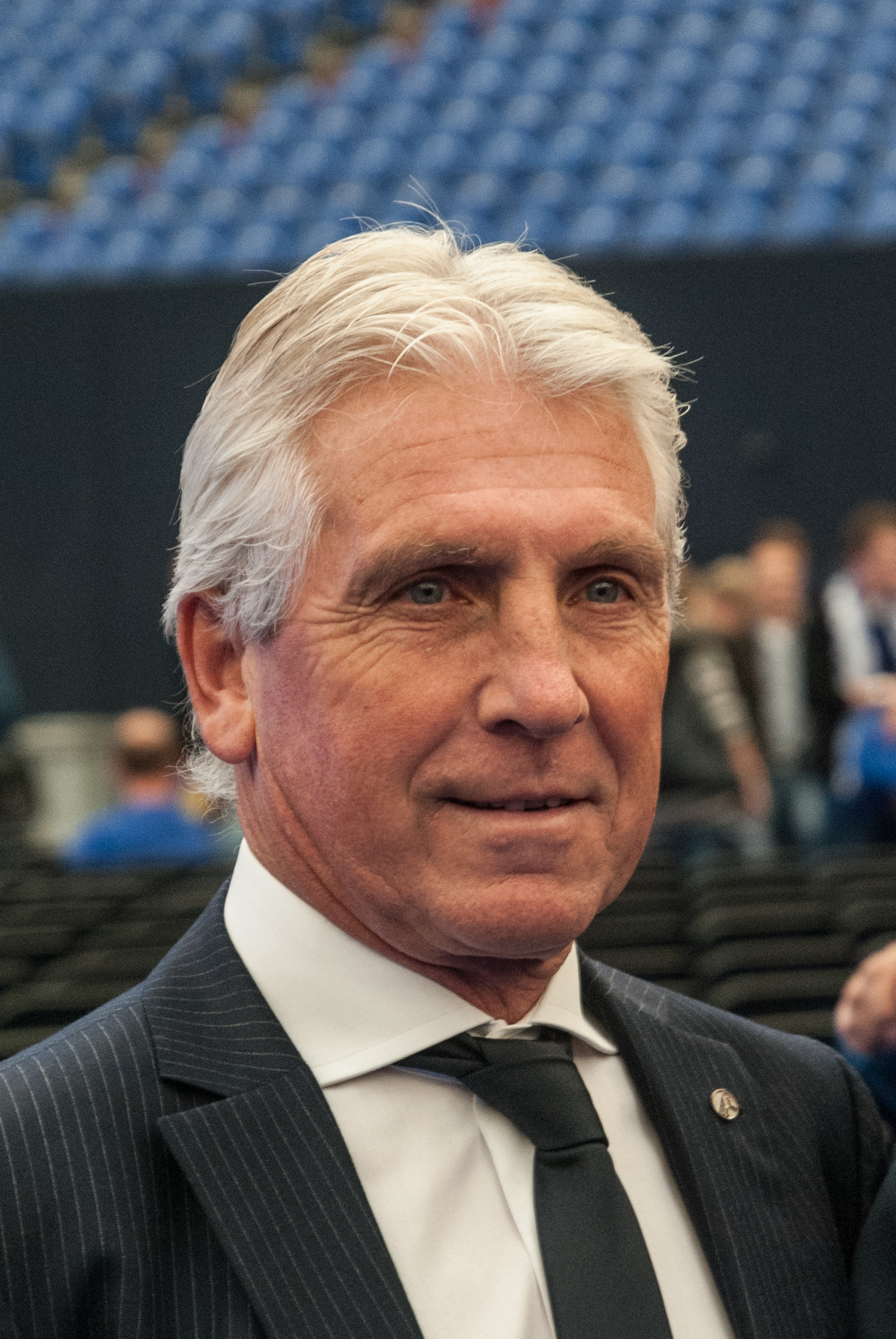
Клаус Фишер первым из игроков «Шальке» стал лучшим бомбардиром Бундеслиги в сезоне 1975/76

В 1963 году была основана Бундеслига, которая остаётся высшей лигой страны по сей день. «Шальке» стал одним из клубов-сооснователей лиги и принял участие в первом розыгрыше чемпионата, заняв шестое место в последнем розыгрыше Западной Оберлиги. Первые годы в Бундеслиге были для клуба трудными не только в спортивном плане, но и в финансовом. Немецкий футбольный союз опасался, что гельзенкирхенцы не смогут выполнить финансовые обязательства. «Шальке» продал свой стадион «Глюкауф-Кампфбан» городу Гельзенкирхен, правительство клуба ушло в отставку, а новым президентом стал легендарный бывший футболист команды Фриц Шепан. В сезоне 1964/65 «королевские синие» заняли последнее место, но спаслись от вылета благодаря расширению лиги с 16 до 18 команд. В последующие годы «Шальке» боролся за выживание, а 7 января 1967 потерпел самое разгромное поражение в истории клуба от мёнхенгладбахской «Боруссии» (0:11).
В 1969 году «Шальке» седьмой раз в истории дошёл до финала кубка, где проиграл «Баварии» (1:2). Несмотря на это поражение, в связи с «золотым дублем» «Баварии» «Шальке» сыграл в Кубке обладателей кубков, где вылетел в полуфинале от «Манчестер Сити». На чемпионате мира 1970 года бронзовые медали в составе сборной ФРГ выиграли игроки «Шальке» Клаус Фихтель и Райнхард Либуда.
В 1971 году в Бундеслиге возник скандал по подозрению в сдаче матчей, в результате чего «Рот-Вайсс» (Оберхаузен) и «Арминия» смогли избежать вылета. Игроки «Шальке» обвинялись в сдаче матча с «Арминией» (0:1), который состоялся 17 апреля 1971 года. Команда получила от билефельдского клуба 40 000 марок, по 2 300 марок на каждого игрока. В итоге наказание понесли 13 футболистов «Шальке», среди которых были ключевые игроки команды Райнхард Либуда (пожизненная дисквалификация), Клаус Фихтель (дисквалификация на два года) и Клаус Фишер (дисквалификация на два года). Судебные процессы длились вплоть до 1977 года, а сроки дисквалификаций игроков «Шальке» в итоге были смягчены на отстранения от шести месяцев до двух лет и большие денежные штрафы.
Летом 1971 года главным тренером «Шальке 04» стал Ивица Хорват. С ним команда заняла второе место в Бундеслиге 1971/72, отстав от «Баварии» на три очка, и выиграла второй в истории клуба кубок страны, рекордно крупно переиграв в финале «Кайзерслаутерн» (5:0). В 1973 году «Шальке» переехал на новый стадион — «Паркштадион», построенный специально к чемпионату мира 1974 года, который стал золотым для вратаря Норберта Нигбура и защитника Хельмута Кремерса. В сезоне 1976/77 «королевские синие» снова стали вице-чемпионами Бундеслиги, пропустив вперёд мёнхенгладбахскую «Боруссию» всего на одно очко. В этом же сезоне «Шальке» одержал самую крупную выездную победу за всю историю выступления клуба в Бундеслиге, разгромив «Баварию» (7:0). В сезоне 1977/78 «Шальке» пятый раз сыграл в еврокубках и вылетел во втором раунде Кубка УЕФА от «Магдебурга». В сезоне 1980/81 «Шальке», заняв предпоследнее место в чемпионате, впервые в истории вылетел во вторую лигу.

### От кризиса во второй лиге до выхода в Кубок УЕФА (1981—1996)
| Сезоны 1981—1996 | Сезоны 1981—1996  | Сезоны 1981—1996                  |
| Сезон            | Лига              | Место                             |
| ---------------- | ----------------- | --------------------------------- |
| 1981/82          | Вторая Бундеслига | Выход в дивизион уровнем выше · 1 |
| 1982/83          | Бундеслига        | 16                                |
| 1983/84          | Вторая Бундеслига | Выход в дивизион уровнем выше · 2 |
| 1984/85          | Бундеслига        | 8                                 |
| 1985/86          | Бундеслига        | 10                                |
| 1986/87          | Бундеслига        | 13                                |
| 1987/88          | Бундеслига        | 18                                |
| 1988/89          | Вторая Бундеслига | 12                                |
| 1989/90          | Вторая Бундеслига | 5                                 |
| 1990/91          | Вторая Бундеслига | Выход в дивизион уровнем выше · 1 |
| 1991/92          | Бундеслига        | 11                                |
| 1992/93          | Бундеслига        | 10                                |
| 1993/94          | Бундеслига        | 14                                |
| 1994/95          | Бундеслига        | 11                                |
| 1995/96          | Бундеслига        | 3                                 |

В сезоне 1981/82 «Шальке» занял первое место во Второй Бундеслиге и вернулся в высшую лигу, но уже в следующем сезоне снова вылетел во вторую лигу. «Королевским синим» удалось с первой попытки вернуться в Бундеслигу, но из-за финансовых проблем, которые могли привести к лишению лицензии, команда не могла бороться за высокие места и в сезоне 1987/88 третий раз вылетела во Вторую Бундеслигу. В сезоне 1988/89 клубу грозило даже понижение в третью лигу. Спасать «Шальке» пришёл владелец клиники и миллионер Гюнтер Айхберг, который смог привлечь новых спонсоров и обеспечить клубу финансовую стабильность. Также он принял участие в развитии академии клуба и пригласил Бодо Менце, который за время работы до 2013 года усовершенствовал структуру и сделал академию «королевских синих» одной из самых успешных в Германии. «Шальке» провёл во второй лиге три года, после чего по итогам сезона 1990/91 поднялся в Бундеслигу.
В 1989 году «Шальке 04» стал первым немецким футбольным клубом, заключившим контракты с футболистами из СССР. В клуб перешли Александр Бородюк из московского «Динамо» и Владимир Лютый из днепропетровского «Днепра».
Финансовые трудности в бизнесе Айхберга вынудили его уйти с поста президента «Шальке» в 1993 году, что снова вызвало нестабильную ситуацию в клубе. Одними из последних решений Айхберга стали приглашения Руди Ассауэра на пост менеджера и Йорга Бергера на пост главного тренера, которые должны были спасти команду от вылета. В финансовом плане Айхберг оставил после себя большие долги, вызванные дорогостоящей и неправильной трансферной политикой и заключением непрозрачных контрактов. В феврале 1994 года президентом клуба стал Бернд Тённис, который внезапно умер в июле того же года. Хаотичные решения и перестановки в правлении, часто основанные на эмоциях, вынудили внести в устав клуба важную поправку, направленную на повышение профессионализма в руководстве «Шальке». Правление клуба теперь назначалось не напрямую членами клуба, а наблюдательным советом. Первым председателем правления стал почётный мэр Гельзенкирхена Герхард Реберг, его заместителем стал Йозеф Шнузенберг — оба пробыли на своих должностях 13 лет. Финансовым директором «Шальке» стал Петер Петерс, который работал в клубе до 2020 года, а спортивным директором стал Руди Ассауэр, который уже работал в клубе в 1980-х.
После четырёх лет пребывания во второй половине таблицы и борьбы за сохранение прописки в Бундеслиге сезон 1995/96 стал для «Шальке» прорывным. Команда Йорга Бергера заняла третье место и вышла в Кубок УЕФА впервые за 19 лет без еврокубков.

### Кубковые победы, «чемпионы сердец», эра Руди Ассауэра (1996—2006)
| Сезоны 1996—2006 | Сезоны 1996—2006 | Сезоны 1996—2006 |
| Сезон            | Лига             | Место            |
| ---------------- | ---------------- | ---------------- |
| 1996/97          | Бундеслига       | 12               |
| 1997/98          | Бундеслига       | 5                |
| 1998/99          | Бундеслига       | 10               |
| 1999/00          | Бундеслига       | 13               |
| 2000/01          | Бундеслига       | 2                |
| 2001/02          | Бундеслига       | 5                |
| 2002/03          | Бундеслига       | 7                |
| 2003/04          | Бундеслига       | 7                |
| 2004/05          | Бундеслига       | 2                |
| 2005/06          | Бундеслига       | 4                |

В сезоне 1996/97 «Шальке» провалился в чемпионате, заняв 12-е место, однако выиграл Кубок УЕФА — первый международный трофей в истории клуба. В первом раунде «королевские синие» прошли «Роду», чей тренер Хуб Стевенс заменил Йорга Бергера на посту главного тренера «Шальке» спустя две недели. Уже со Стевенсом «Шальке» прошёл «Трабзонспор», «Брюгге», «Валенсию», «Тенерифе» и вышел в финал. В первом финальном матче «королевские синие» обыграли «Интер» (1:0) благодаря голу Марка Вильмотса. В ответном матче на «Сан-Сиро» «Интер» отыграл отставание (0:1), однако «Шальке» удалось одержать победу в серии пенальти (4:1). Игроков той команды прозвали Eurofighter (с нем. — «евробойцы») за самоотверженный стиль игры, в котором ей удалось добиться успеха, не будучи в числе фаворитов на протяжении всего турнира.
Благодаря триумфу в Кубке УЕФА «Шальке» квалифицировался в турнир на следующий сезон, где вылетел в четвертьфинале от «Интера», зато успешно выступил в Бундеслиге. Пятое место в сезоне 1997/98 позволило «Шальке» впервые в истории клуба третий сезон подряд выступить в еврокубках, хотя всё выступление команды ограничилось вылетом от пражской «Славии» в первом раунде Кубка УЕФА.

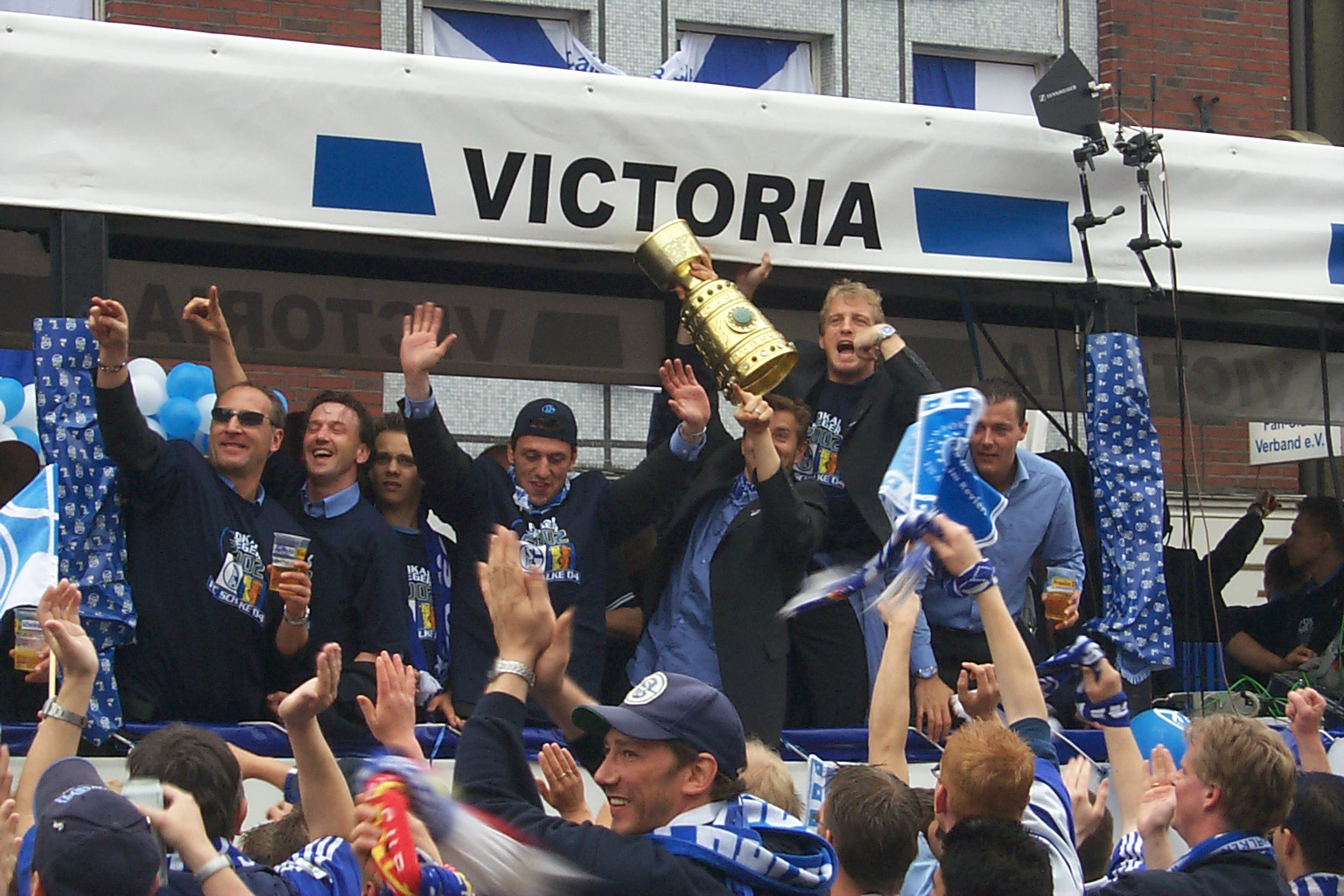
Игроки и болельщики «Шальке 04» празднуют победу в Кубке Германии 2001/02

На рубеже тысячелетий «Шальке» являлся одним из лучших клубов Германии. В сезоне 2000/01 «Шальке» стал вице-чемпионом Бундеслиги, уступив титул чемпиона в драматичной концовке. Перед заключительным туром «королевские синие» отставали от «Баварии» на два очка: для чемпионства «Шальке» была необходима своя победа и поражение мюнхенского клуба от «Гамбурга». «Шальке» выиграл свой матч у «Унтерхахинга» (5:3) и ожидал концовки параллельного матча. «Гамбург» забил «Баварии» на 90-й минуте (1:0), тем самым открыв путь «Шальке» на первое место. Однако на 94-й минуте Патрик Андерссон сравнял счёт ударом со свободного удара из штрафной площади и сделал «Баварию» чемпионом. Пробыв четыре минуты на чемпионском первом месте, игроки «Шальке» получили прозвище Meister der Herzen (с нем. — «чемпионы сердец»). Тем не менее, второе место позволило «королевским синим» впервые в истории квалифицироваться в групповой этап Лиги чемпионов, где команда заняла четвёртое место в группе с «Мальоркой», «Арсеналом» и «Панатинаикосом». Спустя неделю после упущенного чемпионства «Шальке» выиграл третий Кубок Германии в истории клуба, обыграв в финале берлинский «Унион» (2:0). В сезоне 2001/02 «Шальке» повторил успех и завоевал четвёртый кубок, обыграв в финале «Байер 04» (4:2).
В ноябре 1998 года «Шальке» начал строительство нового стадиона на 60 200 мест. 18 августа 2001 года на «Арене АуфШальке» состоялся первый официальный матч, в котором «Шальке» и «Байер» сыграли вничью (3:3) в матче Бундеслиги. С 2005 года и до окончания контракта с пивоварней Veltins официальным названием стадиона является «Фельтинс-Арена».
В сезоне 2004/05 «Шальке» стал вице-чемпионом Бундеслиги и второй раз вышел в Лигу чемпионов. В групповом этапе «королевские синие» заняли третье место в группе с «Миланом», ПСВ и «Фенербахче». Продолжив сезон в Кубке УЕФА, «Шальке» прошёл «Эспаньол», «Палермо», «Левски» и добрался до полуфинала, где вылетел от «Севильи». Конец сезона 2005/06 стал завершением эры менеджера Руди Ассауэра в «Шальке», который покинул клуб вместе с такими легендарными игроками, как Томаш Валдох и Эббе Санд.

### Регулярные выступления в еврокубках, пятый Кубок Германии (2006—2014)
| Сезоны 2006—2014 | Сезоны 2006—2014 | Сезоны 2006—2014 |
| Сезон            | Лига             | Место            |
| ---------------- | ---------------- | ---------------- |
| 2006/07          | Бундеслига       | 2                |
| 2007/08          | Бундеслига       | 3                |
| 2008/09          | Бундеслига       | 8                |
| 2009/10          | Бундеслига       | 2                |
| 2010/11          | Бундеслига       | 14               |
| 2011/12          | Бундеслига       | 3                |
| 2012/13          | Бундеслига       | 4                |
| 2013/14          | Бундеслига       | 3                |

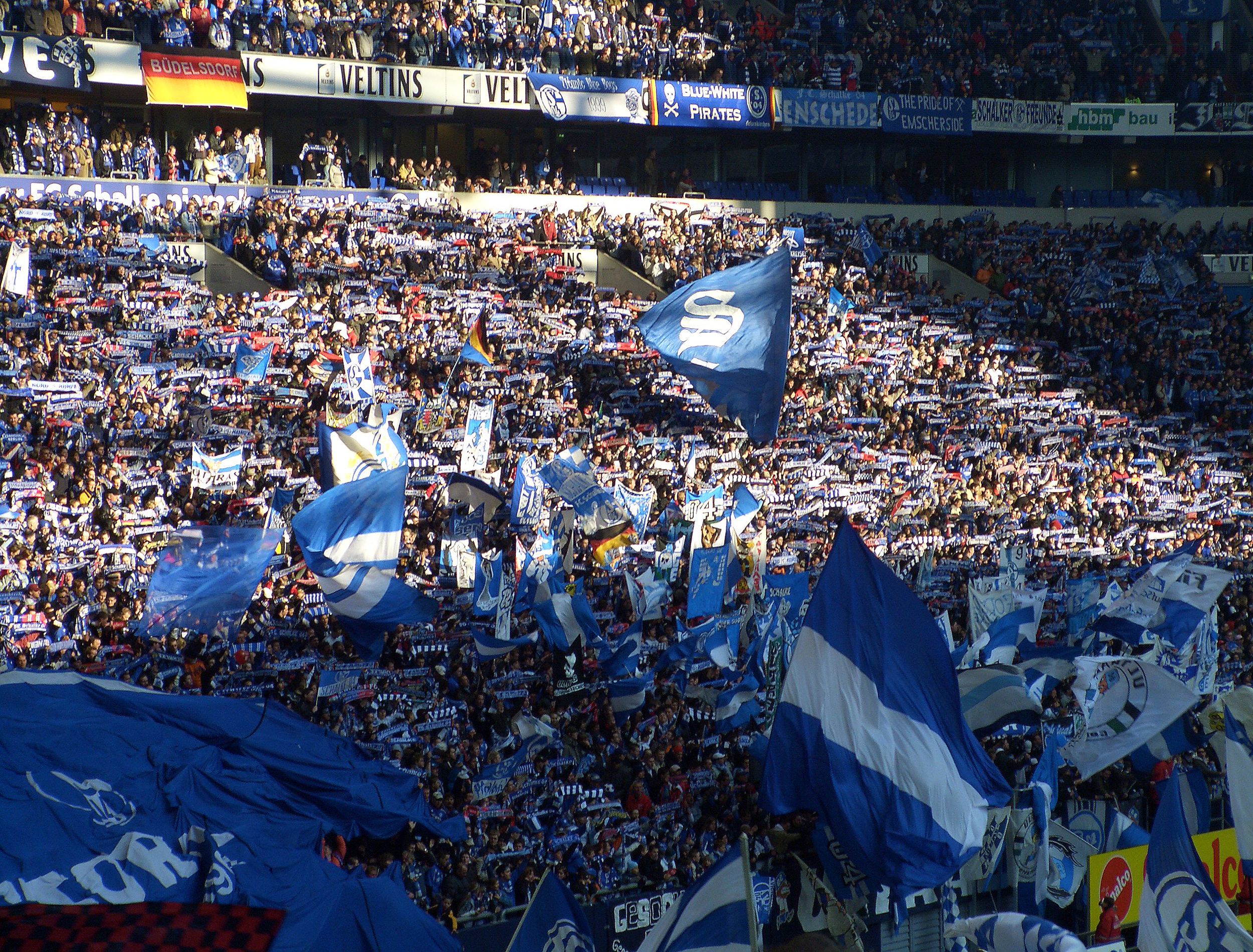
Северная фанатская трибуна «Шальке» на «Фельтинс-Арене», более известная как «Нордкурве Гельзенкирхен» (Nordkurve Gelsenkirchen), 25 февраля 2006 года

Вместо Ассауэра спортивным директором «Шальке» стал бывший капитан команды Андреас Мюллер. Заняв четвёртое место в чемпионате, «Шальке» вышел в Кубок УЕФА 2006/07, где считался одним из фаворитов. Однако команда не добралась даже до группового этапа, проиграв «Нанси» в первом раунде. В чемпионате «Шальке» боролся за чемпионство и лидировал с 20-го тура по 32-й тур. В 33-м туре «королевские синие» проиграли в Рурском дерби на выезде дортмундской «Боруссии» (0:2) и пропустили на первое место «Штутгарт», который в итоге и стал чемпионом.
9 октября 2006 года спонсором клуба стала российская компания «Газпром», чей логотип размещён на футболках «Шальке» с 1 января 2007 года. По первому контракту за пять с половиной лет немецкий клуб получил от «Газпрома» до 100 млн евро. 17 мая 2011 года прошли переговоры, по итогам которых сотрудничество было продлено до 30 июня 2017 года. В мае 2017 года соглашение был продлено до 2022 года. По новому контракту базовые выплаты «Газпрома» увеличились до 20 млн евро в год, с учётом премий за спортивные успехи — до 30 млн евро в год.
В 2007 году «Шальке» зафиксировал рекордный в истории клуба оборот в размере 156 млн евро и прибыль в размере 12 млн евро, а также учредил «Зал славы», куда вошли 20 легендарных для клуба игроков и тренеров. В Лиге чемпионов УЕФА 2007/08 «горнякам» впервые в истории удалось выйти в плей-офф, заняв второе место в группе с «Челси», «Русенборгом» и «Валенсией». В 1/8 финала «Шальке» в серии пенальти обыграл «Порту», но в четвертьфинале вылетел от «Барселоны». После вылета из Лиги чемпионов и поражения от «Вердера» (1:5) в апреле 2008 года клуб уволил Мирко Сломку с поста главного тренера. К началу сезона 2008/09 на пост главного тренера клуба был назначен Фред Рюттен, до этого тренировавший голландский «Твенте». В сезоне 2008/09 «Шальке» провалился, занял восьмое место в лиге и впервые за восемь лет не вышел в еврокубки, а в марте клуб покинули тренер Фред Рюттен и спортивный директор Андреас Мюллер.

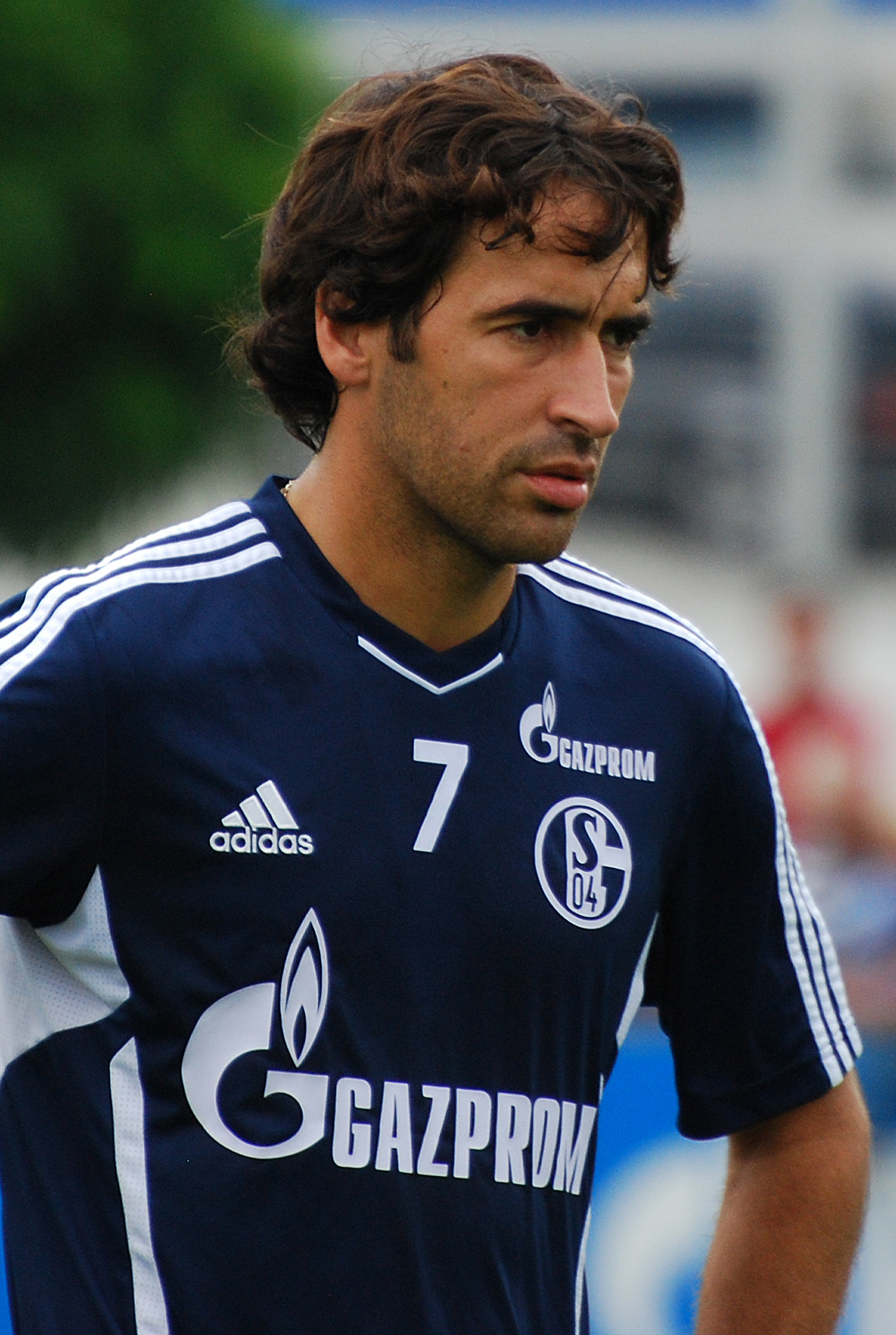
Рауль выступал за «Шальке» два года и выиграл в 2011 году единственный в карьере национальный кубок

Летом 2009 года позиции главного тренера и генерального менеджера «Шальке» занял Феликс Магат. С ним команда в сезоне 2009/10 девятый раз стала вице-чемпионом Германии и четвёртый раза вышла в групповой этап Лиги чемпионов. Из-за того, что «Бавария» выиграла чемпионат и кубок, «Шальке» сыграл с ней в первом за 14 лет Суперкубке Германии и проиграл (0:2). Летом 2010 года Магат пригласил в «Шальке» Рауля из мадридского «Реала» и Клас-Яна Хюнтелара из «Милана». Несмотря на выход в четвертьфинал Лиги чемпионов и полуфинал Кубка Германии, 16 марта 2011 года Магат был уволен из «Шальке» в связи с неудовлетворительными результатами в Бундеслиге. Должность генерального менеджера занял Хорст Хельдт, а главным тренером стал Ральф Рангник, уже тренировавший в Гельзенкирхене в 2004—2005 годах. С Рангником «Шальке» прошёл «Интер» в четвертьфинале Лиги чемпионов и вылетел от «Манчестер Юнайтед» в полуфинале, показав самое успешное выступление в турнире в истории клуба. Также он привёл команду к пятому титулу Кубка Германии, обыграв в полуфинале «Баварию» (1:0) и разгромив в финале «Дуйсбург» (5:0). 23 июля 2011 года «Шальке» выиграл Суперкубок Германии, обыграв на «Фельтинс-Арене» дортмундскую «Боруссию» (0:0 в основное время, 4:3 в серии пенальти).
В сентябре 2011 года Рангник покинул «Шальке» из-за синдрома эмоционального выгорания. На его место был назначен Хуб Стевенс, работавший в «Шальке» в 1997—2002 годах. В сезоне 2011/12 команда заняла третье место, Хюнтелар стал лучшим бомбардиром лиги, а в Лиге Европы «Шальке» добрался до четвертьфинала, где вылетел от «Атлетика». Несмотря на первое место в группе Лиги чемпионов 2012/13 с «Арсеналом», «Олимпиакосом» и «Монпелье», 16 декабря 2012 года Стевенс был уволен за плохие результаты в чемпионате (пять очков в восьми матчах). Его место занял тренер юношеской команды «Шальке» (до 17 лет) Йенс Келлер. С Келлером «королевские синие» завершили сезон на четвёртом месте в Бундеслиге и проиграли «Галатасараю» в 1/8 финала Лиги чемпионов. В августе 2013 года «Шальке» переиграл греческий ПАОК в раунде плей-офф Лиги чемпионов с общим счётом 4:3 и впервые в своей истории дважды подряд попал в групповой этап Лиги чемпионов. В группе с «Базелем», «Стяуа» и «Челси» «горняки» заняли второе место и в 1/8 финала вылетели от мадридского «Реала». В чемпионате «Шальке» занял третье место и снова квалифицировался в Лигу чемпионов.

### Падение от Лиги чемпионов до четвёртого вылета из Бундеслиги (2014—2021)
| Сезоны 2014—2021 | Сезоны 2014—2021 | Сезоны 2014—2021 |
| Сезон            | Лига             | Место            |
| ---------------- | ---------------- | ---------------- |
| 2014/15          | Бундеслига       | 6                |
| 2015/16          | Бундеслига       | 5                |
| 2016/17          | Бундеслига       | 10               |
| 2017/18          | Бундеслига       | 2                |
| 2018/19          | Бундеслига       | 14               |
| 2019/20          | Бундеслига       | 12               |
| 2020/21          | Бундеслига       | 18               |

После провального старта сезона 2014/15, когда «Шальке» одержал всего две победы в семи первых турах и вылетел в первом раунде Кубка Германии от дрезденского «Динамо», Йенс Келлер был уволен. 7 октября 2014 года на пост главного тренера был назначен Роберто Ди Маттео. С ним «Шальке» занял второе место в группе Лиги чемпионов и вылетел от мадридского «Реала» в 1/8 финала, одержав победу на «Сантьяго Бернабеу» (4:3) после домашнего поражения в первом матче (0:2). В Бундеслиге команда заняла шестое место, после чего Ди Маттео решил покинуть клуб. 12 июня 2015 года на пост главного тренера был назначен Андре Брайтенрайтер. Контракт был подписан на два года — до 30 июня 2017 года. В сезоне 2015/16 «Шальке» занял пятое место в чемпионате и добрался до 1/16 финала Лиги Европы, где проиграл донецкому «Шахтёру».
Летом 2016 года в «Шальке» была намечена очередная перестройка: на место спортивного директора вместо Хорста Хельдта пришёл Кристиан Хайдель, ранее работавший в «Майнце» вместе с Юргеном Клоппом и Томасом Тухелем, а новым главным тренером стал Маркус Вайнцирль. Этим же летом клуб обновил свои трансферные рекорды: переход Лероя Сане в «Манчестер Сити» стал самой дорогой продажей в истории клуба, а переход Бреля Эмболо из «Базеля» — самым дорогим приобретением. В Бундеслиге команда провалила начало сезона, проиграв в пяти первых матчах, и заняла итоговое десятое место. В Лиге Европы «Шальке» вылетел в четвертьфинале от «Аякса». По окончании сезона Вайнцирль покинул пост главного тренера.

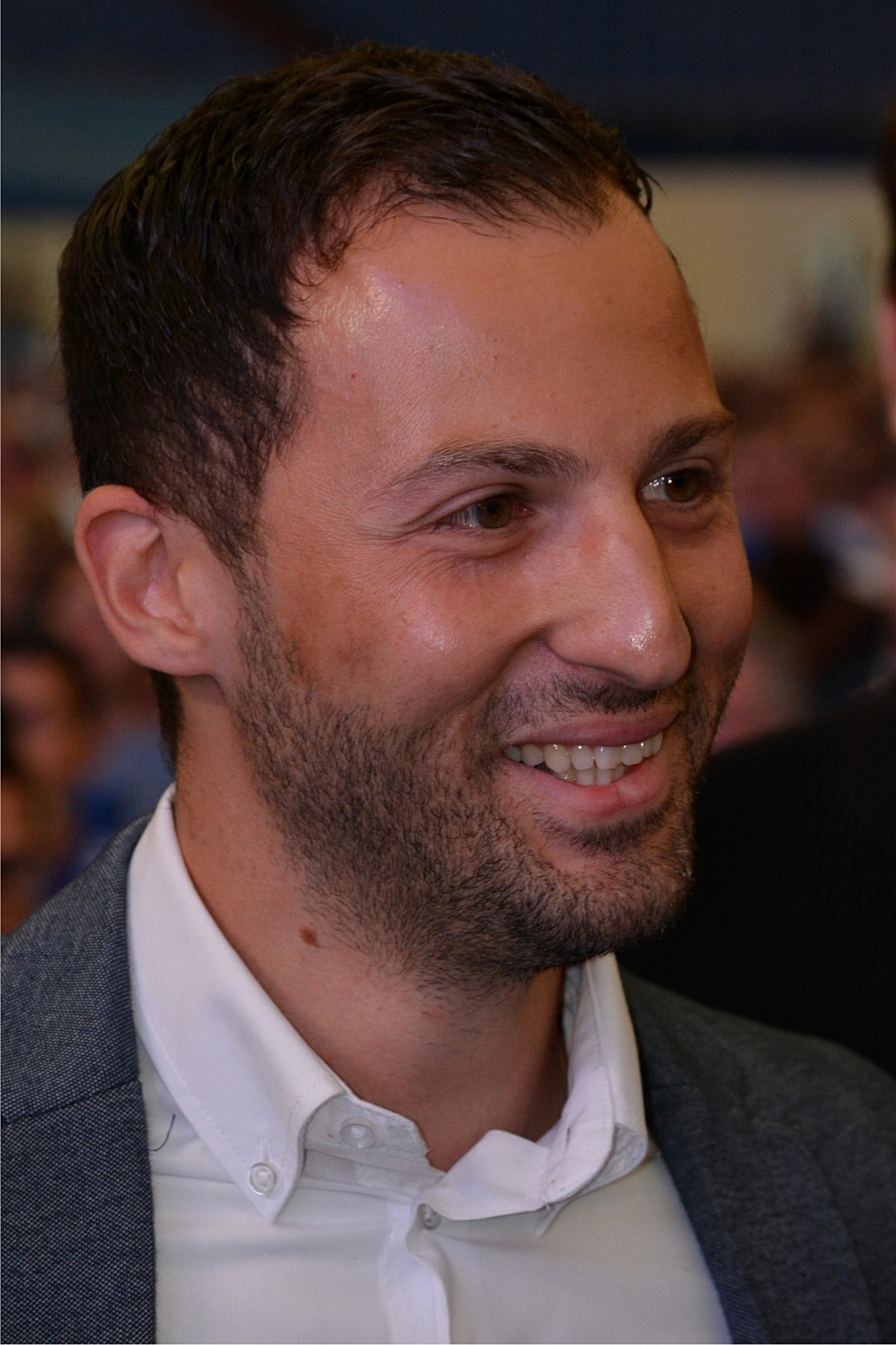
Доменико Тедеско — последний тренер, выводивший «Шальке» в Лигу чемпионов и становившийся с ним вице-чемпионом Германии

Летом 2017 года главным тренером команды был назначен Доменико Тедеско. В возрасте 31 года он стал самым молодым тренером за всю историю выступлений «Шальке» в Бундеслиге. Одно из первых решений Тедеско — лишение капитанской повязки многолетнего капитана команды и воспитанника «Шальке» Бенедикта Хёведеса с его последующим уходом в «Ювентус». При Тедеско «Шальке» провёл легендарное Рурское дерби (4:4), отыгравшись с 0:4 после первого тайма. Этот матч стал вторым случаем в истории Бундеслиги, когда команде удалось отыграться со счёта 0:4. «Шальке» закончил сезон 2017/18 на втором месте, десятый раз в истории клуба став вице-чемпионом Германии, и впервые за четыре года квалифицировался в Лигу чемпионов. В Кубке Германии команда под руководством Тедеско дошла до полуфинала, где вылетела от франкфуртского «Айнтрахта». Сезон 2018/19 «Шальке» начал с пяти подряд поражений. В Лиге чемпионов «горняки» заняли второе место в группе с «Порту», «Галатасараем» и московским «Локомотивом» и вылетели от «Манчестер Сити» в 1/8 финала. В феврале 2019 года Кристиан Хайдель покинул пост спортивного директора, его заменил Йохен Шнайдер из «РБ Лейпциг». Спустя менее месяца «Шальке» уволил Тедеско после самого разгромного поражения клуба в еврокубках от «Манчестер Сити» (0:7) и серии неудачных результатов в чемпионате. На его место временно пришёл дуэт бывших тренеров клуба Хуб Стевенс и Майк Бюскенс, которые спасли команду от вылета во вторую лигу и заняли 14-е место.
Летом 2019 года главным тренером «Шальке» стал бывший игрок команды Давид Вагнер. Команда успешно начала сезон 2019/20 и с 30 очками заняла пятое место после первого круга. Второй круг оказался провальным: «Шальке» выиграл лишь один матч и установил рекордную в истории клуба серию из 16 подряд матчей без побед в чемпионате. В итоге команда заняла 12-е место и третий раз за четыре года не вышла в еврокубки. В июне 2020 года болельщики «Шальке» выражали протесты и проводили демонстрации против главы наблюдательного совета клуба Клеменса Тённиса, требуя его «прекратить разложение клуба» и уйти в отставку. 30 июня Тённис покинул «Шальке» после 26 лет работы в клубе.
Сезон 2020/21 для «Шальке» стал худшим в истории клуба и одним из худших в истории Бундеслиги. Первую победу «Шальке» одержал лишь в 15-м туре над «Хоффенхаймом» (4:0), прервав 30-матчевую серию без побед в чемпионате за шаг до антирекорда «Тасмании» (31 матч подряд без побед в сезоне 1965/66). Всего в течение этого сезона в Бундеслиге с «Шальке» работали пять главных тренеров, что является рекордным показателем: Давид Вагнер (два матча), Мануэль Баум (10 матчей), Хуб Стевенс (один матч), Кристиан Гросс (10 матчей) и Димитриос Граммозис (11 матчей). Но они не смогли спасти клуб от вылета: 20 апреля 2021 года, за четыре тура до конца сезона проиграв в гостях «Арминии» со счётом 0:1, гельзенкирхенцы четвёртый раз и впервые с 1988 года покинули элиту немецкого футбола. Набрав всего 16 очков и одержав три победы, «Шальке» установил ряд антирекордов: худшая команда Бундеслиги с момента введения правила трёх очков за победу (с 1995 года), антирекорд клуба по количеству домашних поражений (11), матчей без забитых мячей (18) и крупных поражений (13).

### Настоящее время: положение в качестве «команды-лифта» и финансовые проблемы (с 2021)
| Сезоны 2021—н. в. | Сезоны 2021—н. в. | Сезоны 2021—н. в.                 |
| Сезон             | Лига              | Место                             |
| ----------------- | ----------------- | --------------------------------- |
| 2021/22           | Вторая Бундеслига | Выход в дивизион уровнем выше · 1 |
| 2022/23           | Бундеслига        | 17                                |
| 2023/24           | Вторая Бундеслига | 10                                |
| 2024/25           | Вторая Бундеслига | 14                                |

Сезон 2021/22 стал для «Шальке» первым сезоном за последние тридцать лет во Второй Бундеслиге, начиная с сезона 1990/91 годов. Перед началом сезона член правления по спортивным вопросам Петер Кнебель нанял Рувена Шрёдера на должность спортивного директора. Из-за финансового положения клуба, которое усугубилось вылетом команды из Бундеслиги, клуб был вынужден продать место в европейской киберспортивной лиге по League of Legends. Во время летнего трансферного окна клуб покинули 30 игроков, а 15 игроков пополнили клуб. Помимо всего прочего, из «Майнца 05» в «Шальке» вернулся и стал новым капитаном команды Данни Латца. Кроме того, из «Гамбурга» был подписан трёхкратный лучший бомбардир Второй Бундеслиги Симон Теродде. Вновь сформированная команда начала сезон неоднозначно и завершила первую половину сезона на четвёртом месте с 29 очками, при этом до места прямого повышения оставалось всего лишь три очка. Тем временем, в розыгрыше Кубка Германии «Шальке» потерпел поражение во втором раунде от команды из Третьей лиги «Мюнхен 1860» (0:1). Во второй половине сезона результаты оставались нестабильными, поэтому клуб расстался с главным тренером Димитриосом Граммозисом после домашнего поражения в 25-м туре от ростокского клуба «Ганза» (3:4). В тот момент команда находилась на шестом месте с 41 очком и после восьми поражений отставала от зоны прямого повышения на шесть очков. Граммозис был уволен с поста главного тренера 6 марта 2022 года, поскольку руководство клуба больше не верило в возвращение в Бундеслигу при нынешней структуре тренерского штаба. Его преемником до конца сезона стал Майк Бюскенс, который был ассистентом в штабе Граммозиса. Благодаря семи победам в следующих восьми играх в 33-м туре «Шальке» гарантировал прямой выход в Бундеслигу и завершил сезон чемпионом Второй Бундеслиги с 65 очками. Симон Теродде в рекордный четвёртый раз стал лучшим бомбардиром чемпионата, забив 30 мячей.

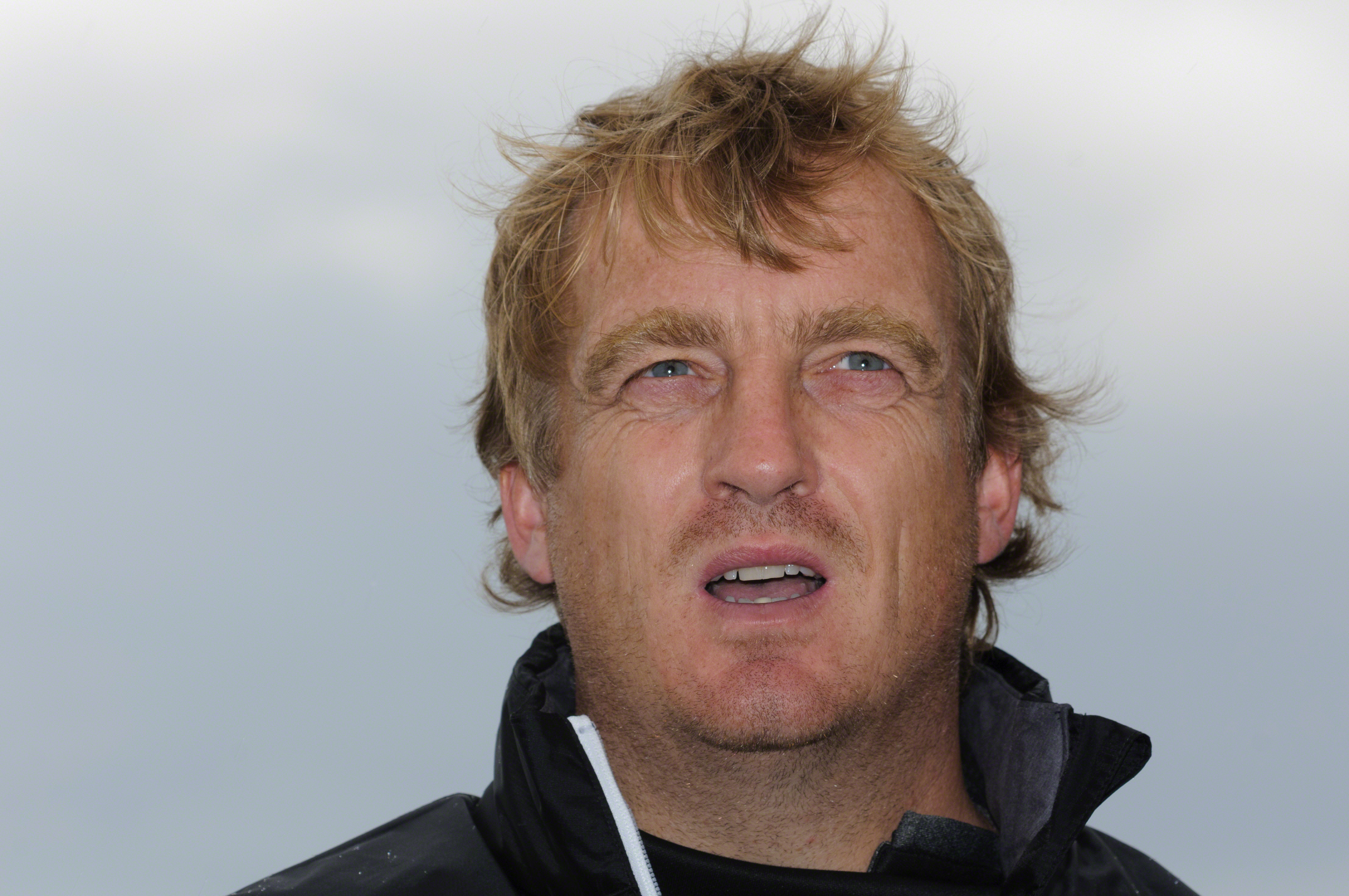
Майк Бюскенс — последний тренер, вернувший «Шальке» обратно в Бундеслигу в сезоне 2021/22

В преддверии сезона 2022/23 Бюскенс вернулся на должность помощника главного тренера по собственному желанию. 7 июня 2022 года «Шальке» назначил Франка Крамера новым главным тренером. Из-за финансовых проблем клуба большинство игроков, которые были необходимы для успеха в предыдущем сезоне, таких как Ко Итакура, не удалось сохранить, и «Шальке» изо всех сил пытался быть конкурентоспособным в начале сезона 2022/23 годов. После серии поражений, в том числе от «Хоффенхайма» во втором раунде Кубка Германии (1:5), Крамер был досрочно освобождён от своих обязанностей уже 19 октября 2022 года. На тот момент «Шальке» после 10 туров занимал 17-е место в Бундеслиге всего лишь с шестью очками. Через неделю после увольнения Крамера, 26 октября 2022 года, спортивный директор Рувен Шрёдер также объявил о своей немедленной отставке. 27 октября 2022 года Томас Райс был назначен новым главным тренером «Шальке». Первый матч под руководством Райса против «Фрайбурга» был проигран со счётом 0:2, что стало для «Шальке» седьмым поражением подряд. «Шальке» завершил первую половину сезона Бундеслиги 2022/23 на 18-м и последнем месте в таблице, набрав всего лишь девять очков. После разгромного поражения в 17-м туре от «РБ Лейпцига» (1:6) игра команды в защите заметно улучшилась: в 18—21 турах «Шальке» сыграл четыре матча подряд со счётом 0:0, что стало новым рекордом Бундеслиги. Следующие два матча были выиграны, а 4 марта 2023 года «Шальке» покинул последнее место в таблице Бундеслиги впервые с октября 2022 года. 11 марта 2023 года состоялся юбилейный 100-й матч «Рурского дерби» в рамках Бундеслиги между «Шальке 04» и дортмундской «Боруссией» (2:2), которая на тот момент занимала второе место. В последнем туре «Шальке» проиграл «РБ Лейпцигу» (2:4) и, набрав 31 очко, с 17-го места вылетел из Бундеслиги в пятый раз в истории после 1981, 1983, 1988 и 2021 годов.
Несмотря на вылет, Томас Райс остался главным тренером и начал сезон 2023/24 с «Шальке». 21 июля 2023 года главным тренером Томасом Райсом новым капитаном команды был выбран Симон Теродде, после того, как «Шальке» снова вылетел во вторую лигу. Однако после четырёх поражений и всего лишь семи очков в первых семи турах нового сезона Второй Бундеслиги, и в особенности после выездного поражения от гамбургского «Санкт-Паули» (1:3), 27 сентября 2023 года главный тренер Томас Райс был уволен. 9 октября 2023 года бельгиец Карел Герартс стал преемником Райса, подписав контракт до 2025 года. Под руководством Герартса команда продолжала показывать нестабильную игру и долгое время боролась за выживание. «Шальке» завершил первую половину сезона на 14-м месте, всего лишь на три очка опережая зону вылета. 1 января 2024 года Петер Кнебель покинул место в правлении клуба, а 3 января новым спортивным директором «Шальке» стал экс-игрок и тренер клуба Марк Вильмотс, который впервые в карьере занял такую должность. 31 января Sky Sports сообщил, что финансовое положение «Шальке» может привести к распаду клуба в его нынешнем виде по итогам сезона в случае вылета из Второй Бундеслиги, так как «Шальке» не получил бы лицензию на участие в Третьей лиге, и клубу пришлось бы играть в Регионаллиге «Запад», в четвёртом по уровню дивизионе немецкого футбола. 15 марта 2024 года клуб официально запросил лицензию на участие в Третьей лиге. Вторая половина сезона 2023/24 началась с серии поражений. Сложная спортивная ситуация усугублялась растущими волнениями внутри клуба, связанными с взаимоотношениями между Вильмотсом, Герартсом и командой. После поражения от «Магдебурга» (0:3) Вильмотс открыто раскритиковал как команду, так и главного тренера Герартса. В 24-м туре «Шальке» одержал неожиданную победу над лидером чемпионата «Санкт-Паули» (3:1), что стало первым поражением «пиратов» в сезоне. После разгромного поражения от берлинской «Герты» (2:5) Герартс снова подвергся резкой критике за подобранный состав команды и отсутствие тактического направления, в то время как Вильмотс подтвердил, что позиция Герартса как главного тренера не подвергается никакому сомнению. Благодаря победе над «Оснабрюком» (4:0) в 32-м туре «Шальке» спасся от вылета из Второй Бундеслиги, в итоге заняв итоговое 10-е место.
11 июля 2024 года, в преддверии сезона 2024/25, главный тренер Карел Герартс назначил новым капитаном клуба турецкого нападающего Кенана Карамана. На старте первой половины сезона 2024/25 во Второй Бундеслиге «Шальке» набрал всего четыре очка, одержав лишь одну победу в первых шести турах, что привело к 14-му месту в турнирной таблице. 20 сентября состоялось сокрушительное домашнее поражение от «Дармштадта 98» (3:5) в 6-м туре чемпионата. 21 сентября главный тренер Карел Герартс и спортивный директор Марк Вильмотс были уволены со своих должностей, также команду покинул ассистент главного тренера Тим Смолдерс, исполняющим обязанности главного тренера был назначен Якоб Фимпель, до этого бывший главным тренером резервной команды «Шальке 04 II / U-23». 6 октября 2024 года голландец Кес ван Вондерен стал преемником Герартса на посту главного тренера, приняв команду на 13-м месте и подписав контракт до лета 2026 года. Также в новый тренерский штаб вошёл его ассистент Роберт Моленаар. 5 ноября 2024 года было объявлено о том, что Юри Мюлдер приостанавливает свою деятельность в наблюдательном совете клуба и становится временным спортивным директором «Шальке 04». 11 декабря стало известно, что Мюлдер останется на должности спортивного директора до конца сезона. После заметного улучшения результатов под руководством ван Вондерена в конце года клуб завершил первую половину сезона на той же позиции в таблице с 20 очками. При средней посещаемости домашних матчей более 61 000 болельщиков клуб также пользуется сравнительно высокой популярностью во 2-й Бундеслиге. В Европе «Шальке 04» занял 14-е место в рейтинге УЕФА по абсолютным показателям посещаемости в сезоне 2024/25, став единственным клубом второго дивизиона в топ-16 23 апреля 2025 года стало известно, что Кес ван Вондерен покинет пост главного тренера «Шальке» по окончании нынешнего сезона. Уже 3 мая было объявлено, что Кес ван Вондерен и его ассистент Роберт Моленаар были немедленно отстранены от работы в «Шальке», а временным главным тренером на оставшиеся две игры сезона был вновь назначен Якоб Фимпель.

## Стадионы
Первым стадионом клуба был «Глюкауф-Кампфбан», построенный в 1928 году и вмещавший 34 000 человек. Именно во времена игр на этом стадионе «Шальке» выиграл все семь чемпионств и дебютировал в Кубке европейских чемпионов. Последний матч на стадионе «Шальке» сыграл в заключительном туре сезона 1972/73 с «Гамбургом» (2:0). С 1974 года «Глюкауф-Кампфбан» несколько раз реконструировался, на нём играли юношеские и любительские команды и располагалась фан-зона во время чемпионата мира 2006 года. В 1980-х годах вместимость стадиона снизилась до 11 000 человек за счёт сноса всех трибун, кроме главной, которая стала находящимся под защитой культурным памятником Гельзенкирхена.
Второй стадион «Шальке 04» — «Паркштадион». Он был построен в 1973 году специально для чемпионата мира 1974 года и вмещал 70 600 болельщиков. Стадион принял пять матчей чемпионата мира 1974 года, два матча чемпионата Европы 1988 года, два финала Кубка Германии, первый матч финала Кубка УЕФА 1997 года. Последний официальный матч на «Паркштадионе» был сыгран 19 мая 2001 года между «Шальке 04» и «Унтерхахингом». Также на «Паркштадионе» прошло множество концертов: 23 августа 1994 года здесь выступила британская рок-группа Pink Floyd, в 1988 и 1997 годах — Майкл Джексон, а в 1990 и 1998 годах — The Rolling Stones. В 1987 году папа римский Иоанн Павел II провёл мессу на стадионе и стал почётным членом «Шальке». В 2000-х годах происходил поэтапный снос стадиона. В 2020 году завершилась пятилетняя реконструкция «Паркштадиона», благодаря которой он может принимать матчи уровня Регионаллиги, вмещать до 2 999 человек и быть домашним стадионом для команд академии «Шальке».

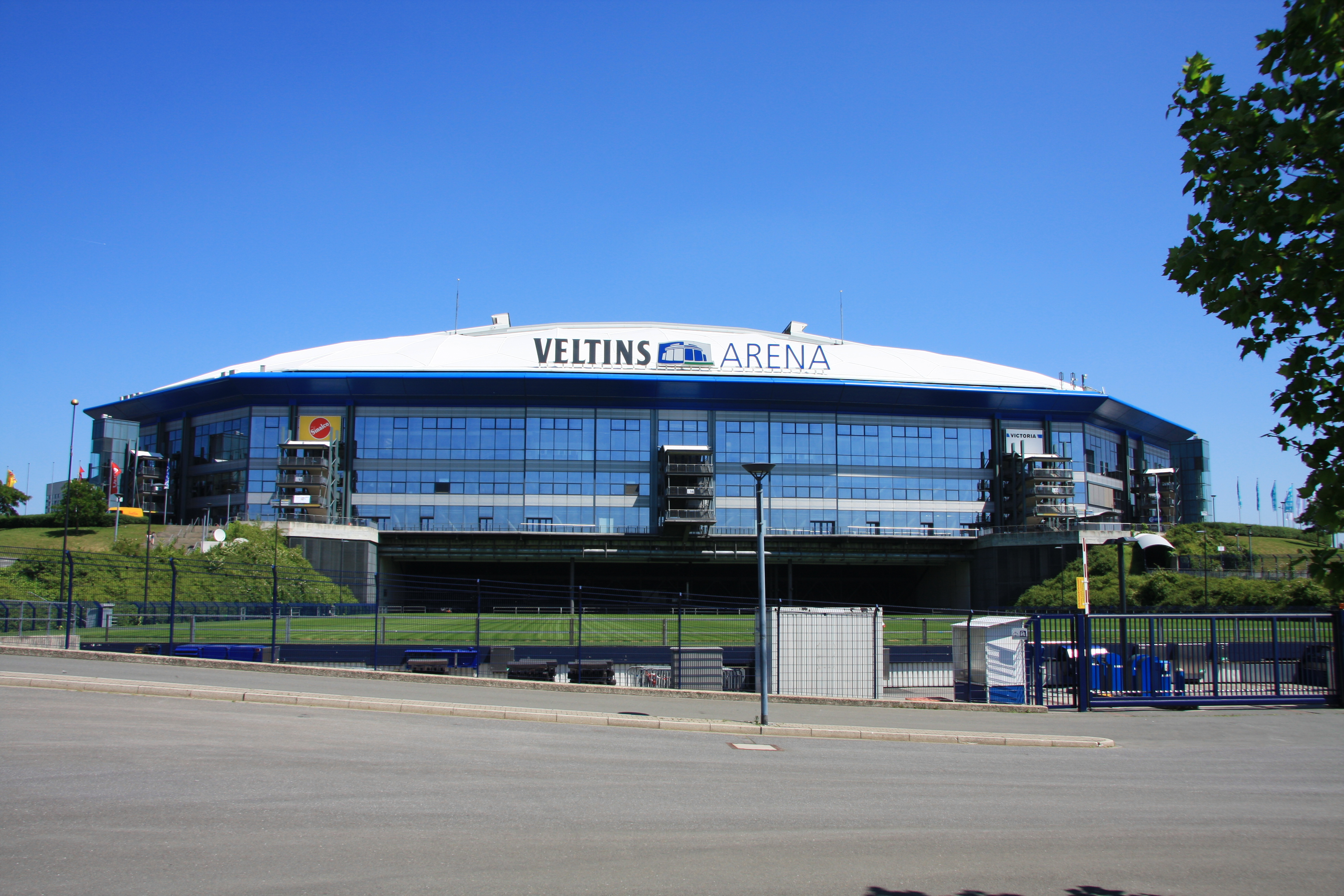
«Фельтинс-Арена» в 2010 году

С 2001 года домашним стадионом «Шальке» стала «Арена АуфШальке» общей вместимостью 61 673 человека. Открытие стадиона, строительство которого длилось почти три года, состоялось 13 и 14 августа 2001 года товарищеским мини-турниром с участием «Нюрнберга» и дортмундской «Боруссии». В 2005 году права на название стадиона выкупила пивоварня Veltins, а стадион получил название «Фельтинс-Арена». Данное соглашение действует до 2027 года. По нынешнему контракту «Шальке» получается от Veltins за права на название стадиона до 6,5 млн евро в год. Летом 2013 года вместимость была увеличена до 61 973 человек, летом 2015 года — до 62 271 человека. 26 мая 2004 года «Арена АуфШальке» принимала финал Лиги чемпионов 2003/04, в котором «Порту» одержал победу над «Монако» (3:0). В июне—июле 2006 года «Арена АуфШальке» приняла пять матчей чемпионата мира. «Фельтинс-Арена» также принимала победный для «Шальке» Суперкубок Германии в 2011 году, десять матчей немецкой сборной и два матча финальных стадий Лиги Европы 2019/20. В июне 2024 года стадион принял четыре матча чемпионата Европы. Кроме того, стадион используется не только для футбольных мероприятий: с 2002 года на нём проводится биатлонная гонка World Team Challenge, на чемпионате мира в 2010 году на нём был поставлен рекорд посещаемости хоккейных матчей, а в 2009 году на нём состоялся боксёрский поединок между Владимиром Кличко и Русланом Чагаевым. «Фельтинс-Арена» также являлась музыкальной площадкой для Bon Jovi, Робби Уильямса, Metallica, U2, AC/DC, Depeche Mode, Rammstein, Хелены Фишер, Guns N’ Roses, Пинк, Эда Ширана и многих других.

## Эмблема
Первая эмблема у «Шальке» появилась в 1919 году, когда был образован гимнастический и спортивный клуб «Шальке 1877»: в жёлтом кольце было написано «Turn- u. Sport-Verein Schalke», а в середине белого круга располагался красный флаг с надписью «1877 e.V.». После образования футбольного клуба «Шальке 04» и смены клубных цветов в 1924 году был произведён ребрендинг эмблемы: в белый круг с синей окантовкой было вписано «S04». С 1945 года на эмблему добавилась буква «G», означающая город Гельзенкирхен и в 1958 году стилизованная в виде «горного молотка» (Bergwerksschlägel) как память о годах основания, а цифры «0» и «4» были смещены в центр под букву «S» — такое оформление надписи оставалось неизменным на всех следующих версиях эмблемы. В 1971 году на эмблеме впервые появилось полное название клуба, но было убрано в 1978 году. Актуальная версия эмблемы «Шальке» была представлена в 1995 году.

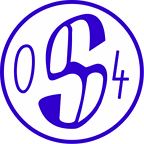
1924—1945
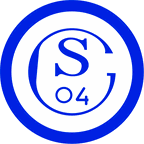
1945—1958
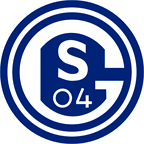
1958—1960
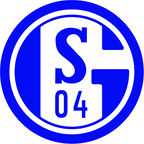
1960—1971
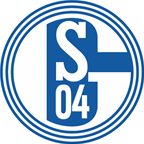
1978—1995
1995—н. в.

## Клубные песни
Blau und Weiß, wie lieb’ ich dich (с нем. — «Синий и белый, как я люблю тебя») является официальным гимном клуба. Нынешняя версия гимна была написана в 1959 году кёльнским музыкантом Хансом Кёнигом, в её основу легла охотничья песня Lob der grünen Farbe (с нем. — «Хвалите зелёный цвет») 1797 года писателя и лесника Людвига фон Вильдунгена. Также на стадионе «Шальке» можно услышать песни Das Steigerlied (традиционная песня немецких шахтёров, исполняется перед началом матча), Königsblauer S04 (с нем. — «Королевский синий S04», исполняется после матча) и Blau und Weiß ein Leben lang (с нем. — «Синий и белый на всю жизнь», исполняется во время голов «Шальке»).
После победного для «Шальке» сезона Кубка УЕФА 1996/97 среди болельщиков стали популярными песни Wir schlugen Roda… (на мелодию баллады Oh My Darling, Clementine) и Steht auf, wenn ihr Schalker seid (на мелодию песни Go West группы Village People). Также популярными песнями среди фанатов клуба являются Mythos vom Schalker Markt, Opa Pritschikowski, Zeig mir den Platz in der Kurve, Asoziale Schalker. Schalke und der FCN (с нем. — «Шальке и Нюрнберг»), песня дружбы между болельщиками обоих клубов.

## Болельщики

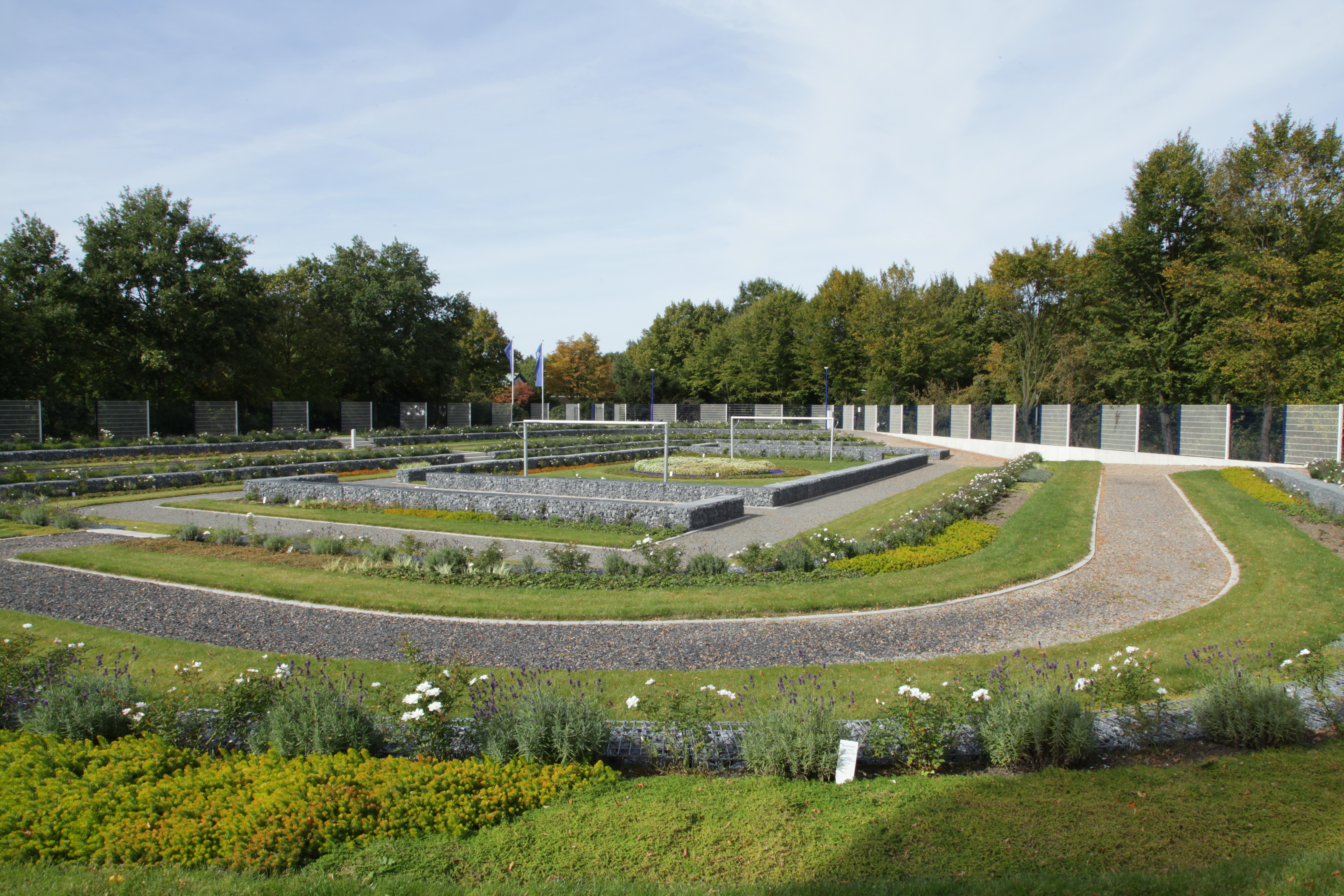
Кладбище для болельщиков «Шальке»

В 2000 году «Шальке» насчитывал 21 983 члена клуба, к 2010 году их число выросло до 92 тысяч, к сентябрю 2018 года — до 156 тысяч. По состоянию на 1 сентября 2019 года, «Шальке» насчитывает 160 023 членов и занимает по этому показателю второе место среди футбольных клубов Германии после «Баварии». Большинство членов проживают в пределах земли Северный Рейн-Вестфалия (109 868), в частности, в Гельзенкирхене (12 447) и Эссене (5 347), а за пределами Германии проживают 2 562 члена. Самыми известными болельщиками «Шальке» являются разные известные личности Германии и Европы, в частности такими личностями являются: актриса Вероника Феррес, легкоатлет Франк Буземанн, диджей Могуаи, а также некоторые немецкие политики, в частности журналистка и политик Мишель Мюнтеферинг, политики и депутаты Бундестага — Маркус Тёнс, Мартина Штамм-Фибих и Йоахим Посс, политик и бывший вице-президент Бундестага Катрин Гёринг-Эккардт, бывший федеральный министр юстиции Марко Бушманн и действующий Федеральный президент Германии Франк-Вальтер Штайнмайер. В ноябре 2014 года 11 членов парламента от Социал-демократической партии Германии (СДПГ) основали «Фан-клуб Шальке 04 парламентской фракции СДПГ» (S04-Fanclub der SPD-Bundestagsfraktion), среди которых были тогдашний федеральный министр иностранных дел и нынешний федеральный президент Франк-Вальтер Штайнмайер, финансовый эксперт СДПГ Йоахим Посс из Гельзенкирхена и Мишель Мюнтеферинг из Херне. В 2016 году фан-клуб был известен как «Купол горняков» (Kuppelknappen) под председательством члена Бундестага Мартины Штамм-Фибих. В 2022 году председательство возглавил член Бундестага от Гельзенкирхена Маркус Тёнс.
Ассоциация фан-клубов «Шальке» (Der Schalker Fan-Club Verband e. V. (SFCV)) была основана 12 августа 1978 года и ныне является главной организацией болельщиков, объединяющей более 1300 фан-клубов с 65 тысячами членов. Член правления ассоциации также входит в наблюдательный совет «Шальке». После слияния SFCV с фанатским отделом клуба многие крупные фан-клубы (такие как Ultras Gelsenkirchen, Supportersclub и Schalker Fan-Initiative e. V.) решили покинуть ассоциацию, чтобы «оставаться на приемлемой дистанции к клубу».
В 1999 году вышел в свет полнометражный художественный фильм «Футбол — это наша жизнь» (нем. Fußball ist unser Leben), события которого вращаются вокруг «Шальке 04» и его болельщиков. Главные роли в фильме сыграли Уве Оксенкнехт, Ральф Рихтер и Оскар Ортега Санчес. В эпизодах снялся целый ряд лиц, связанных с «Шальке 04»: менеджер Руди Ассауэр, главный тренер Хуб Стевенс, футболисты Ив Айгенраух, Олаф Тон и Майк Бюскенс, директор академии Хельмут Шульте, куратор команды Чарли Нойманн и другие. Сцены на стадионе были сняты на «Паркштадионе» в мае 1999 года во время домашних матчей «Шальке» с «Кайзерслаутерном» и «Айнтрахтом».
В 2012 году с одобрения клуба в районе Бекхаузен-Сутум и недалеко от «Фельтинс-Арены» было построено отдельное кладбище для болельщиков «Шальке» с 1904 местами для захоронений. Центр кладбища выполнен в форме футбольного поля с клумбой в клубных цветах, а также с флагами, воротами и прожекторами. К моменту открытия кладбища уже было забронировано 60 мест, при том «Шальке» не зарабатывает на этом никаких денег. В 2013 году на новом кладбище перезахоронили бывшего игрока «Шальке» Адольфа Урбана, останки которого до этого находились на военном кладбище в Новгородской области.

## Дружественные и сопернические отношения

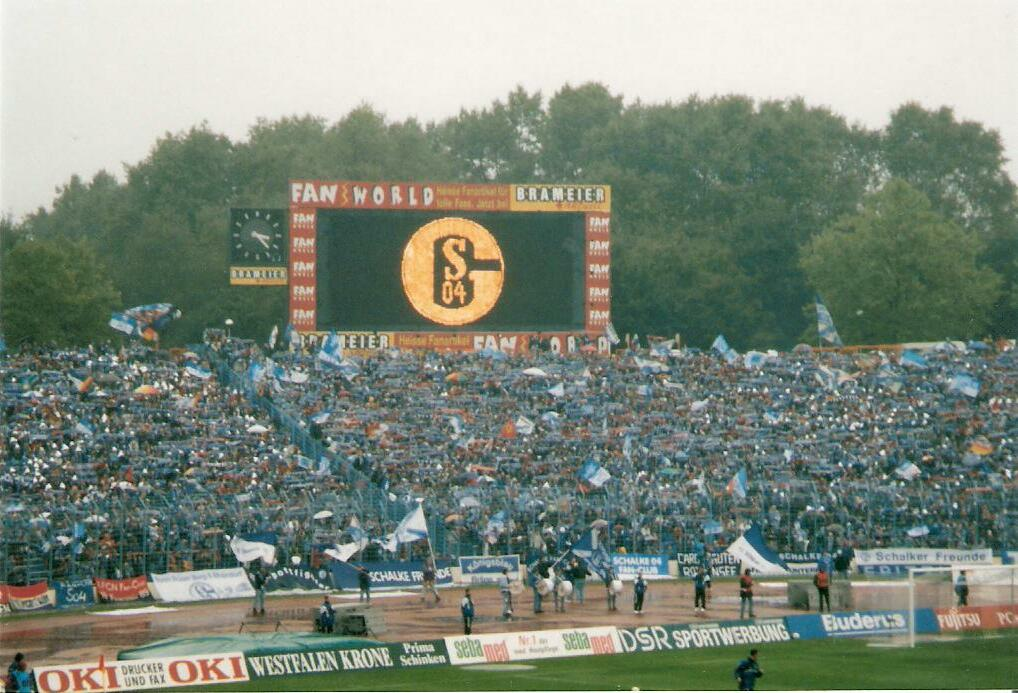
Смешанные баннеры и флаги Шальке и Нюрнберга во время игры на стадионе «Паркштадион» (левый нижний угол). Во время домашнего матча «Шальке 04» с «Нюрнбергом», 12 сентября 1998 года

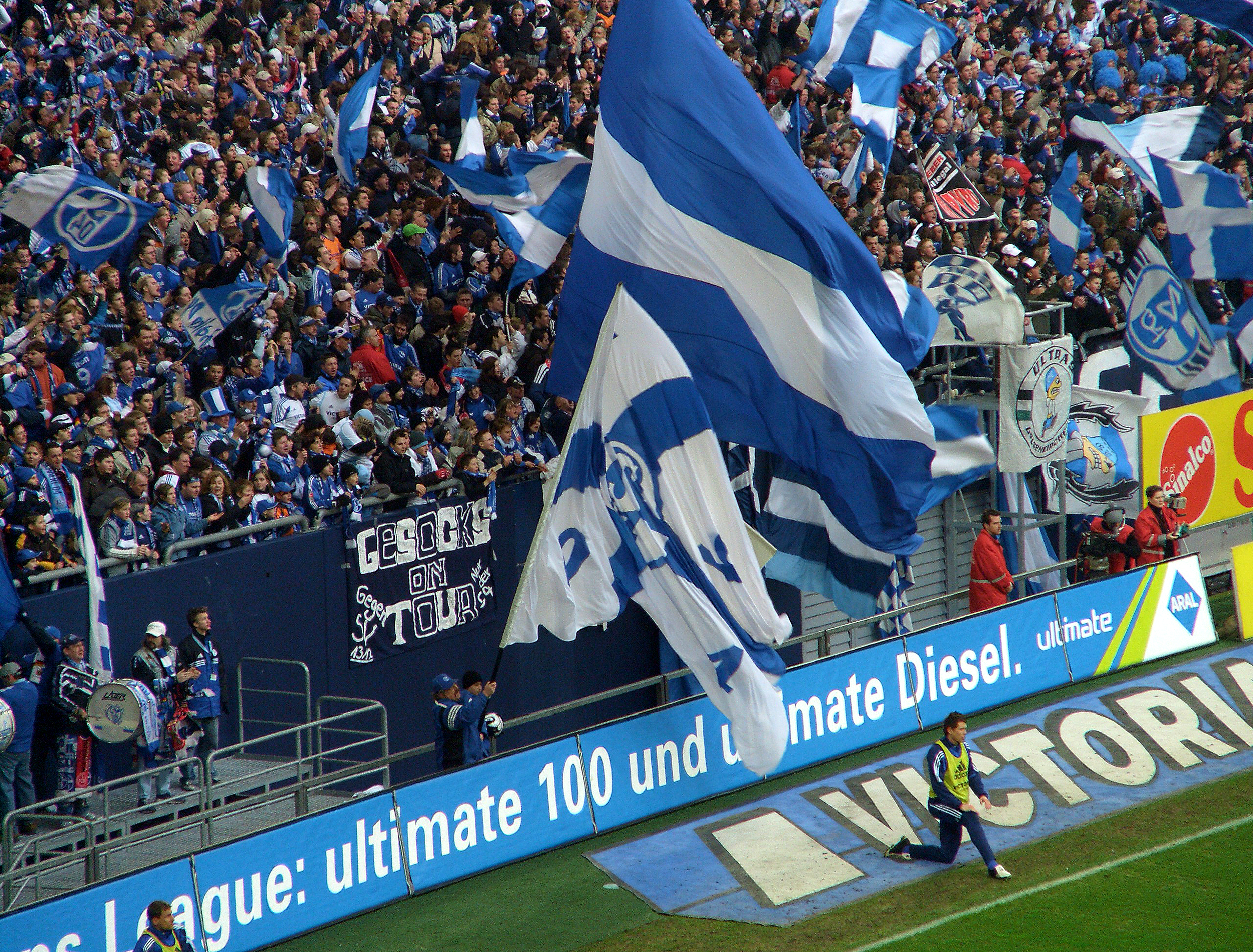
Фанаты «Шальке» из движения «Ultras Gelsenkirchen» на домашнем матче с «Нюрнбергом», 25 февраля 2006 года

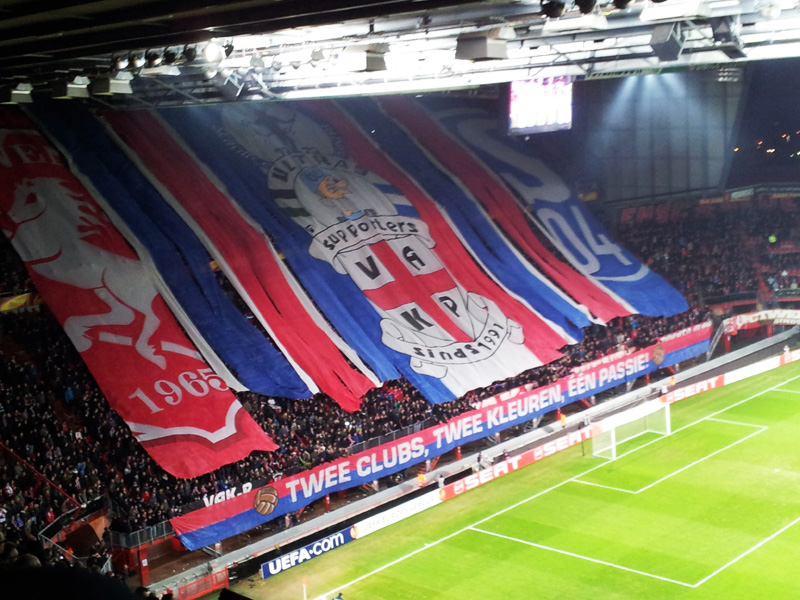
Баннер на гостевом матче «Шальке» против «Твенте» в 2012 году

С начала 1980-х между болельщиками «Шальке 04» и «Нюрнберга» установились дружественные отношения. Так, на стадионе «Нюрнберга» можно увидеть баннеры «Шальке 04», а на «Фельтинс-Арене» — баннеры нюрнбергского клуба. Дружба между болельщиками «Нюрнберга» и «Шальке» считается самой крепкой в немецком футболе. Ранее, в 1970—1980-е годы, болельщики «Шальке» также поддерживали дружбу с «Вупперталем» и франкфуртским «Айнтрахтом».
С 1990-х годов у болельщиков «Шальке» существует дружба с болельщиками нидерландского «Твенте», с 2004 года — северомакедонского «Вардара» (Komiti Skopje) и шотландского «Харт оф Мидлотиан», с 2006 года — испанской «Севильи», с 2016 года — итальянской «Салернитаны». Кроме того, фан-группа «Шальке 04» (Block I / Hugos) имеет давние дружеские отношения с фанатами польского клуба «Гурник (Забже)» (Torcida Górnik Zabrze).
Очень известным соперничеством с участием «кобальтовых» является Рурское дерби, где встречаются «Шальке 04» и дортмундская «Боруссия». Это дерби привлекает внимание жителей не только Рурской области, но и всего мира, а также считается «Матерью всех дерби» в Германии. По состоянию на 11 марта 2023 года, в 160 официальных матчах Рурского дерби «Шальке 04» выиграл 60 раз, 44 матча завершились вничью, 56 матчей выиграли футболисты «Боруссии». Кроме того, болельщики «Шальке» имеют сопернические отношения с эссенским «Рот-Вайссом», берлинской «Гертой», бременским «Вердером», «Бохумом», «Дуйсбургом», «Гамбургом», «Кёльном» и «Штутгартом» из одноимённых городов, вызванные в большей степени неприязнью со стороны болельщиков этих клубов, а также с мюнхенской «Баварией», где неприязнь исходит уже в основном от «королевских синих».
3 июня 2024 года «Шальке 04» объявил о создании международной сети клубов-партнёров, и первым клубом-партнёром стал нидерландский клуб «ВВВ-Венло». 28 июня вторым международным клубом-партнёром стал швейцарский клуб «Арау». 2 октября третьим клубом-партнёром стал австрийский клуб «Рид».

## Спонсоры
| Период     | Поставщик формы | Титульный спонсор   |
| ---------- | --------------- | ------------------- |
| 1963—1978  | три поставщика  | без спонсора        |
| 1978—1979  | три поставщика  | Deutsche Krebshilfe |
| 1979—1983  | три поставщика  | Trigema             |
| 1983—1986  | три поставщика  | Paddock’s           |
| 1986—1987  | три поставщика  | Trigema             |
| 1987—1988  | Adidas          | Dual                |
| 1988—1991  | Adidas          | RH Alurad           |
| 1991—1993  | Adidas          | R’activ             |
| 1993—1994  | Adidas          | Müller              |
| 1994—1997  | Adidas          | Kärcher             |
| 1997—2001  | Adidas          | Veltins             |
| 2001—2006  | Adidas          | Victoria            |
| 2007—2018  | Adidas          | Газпром             |
| 2018—2022  | Umbro           | Газпром             |
| 2022       | Umbro           | Vivawest            |
| 2022—2023  | Adidas          | MeinAuto.de         |
| 2023—2024  | Adidas          | Veltins             |
| 2024—н. в. | Adidas          | SUN AG              |

Долгие годы главным поставщиком формы для «Шальке» была компания Adidas. В период с 1963 года по 1987 год её иногда кратковременно заменяли формы от Trigema и Erima. С 1987 года по 2018 год Adidas являлся единственным техническим спонсором «Шальке». В 2018 году новым поставщиком клуба стала британская компания Umbro. Летом 2021 года клуб объявил, что с июля 2022 года техническим спонсором «Шальке» вновь станет Adidas.
До конца 1970-х «Шальке» оставался одним из последних клубов Бундеслиги, который выступал без титульного спонсора, несмотря на то, что немецкие клубы получили разрешение на размещение рекламы на футболках в 1973 году. Впервые реклама на футболках «Шальке» появилась в 1978 году: название фонда борьбы с раком Deutsche Krebshilfe клуб с благотворительной целью бесплатно размещал в течение сезона 1978/79. С 1979 года по 1987 год на футболках «королевских синих» по очереди располагалась реклама двух производителей экипировки — Trigema и Paddock’s.
В сезоне 1987/88 титульным спонсором «Шальке» была компания по производству электроники Dual. В течение 1988—1991 годов гельзенкирхенский клуб рекламировал на футболках компанию по производству алюминиевых дисков RH Alurad. 1991—1994 года прошли под спонсорством компаний по производству молочных продуктов R’activ и Müller (была в то же время также титульным спонсором «Астон Виллы»). С 1994 года по 1997 год, включая победный для «Шальке» сезон в Кубке УЕФА, титульным спонсором клуба была компания по производству уборочного оборудования Kärcher. Её сменила пивоваренная компания Veltins, которая по истечении контракта в 2001 году продолжала сотрудничать с клубом и позже стала главным спонсором «Фельтинс-Арены». С 2001 года по 2006 год титульным спонсором была страховая компания Victoria. В 2007 году её сменила российская энергетическая компания «Газпром». По контракту, заключённому в 2016 году до 2022 года, «Шальке» получал от «Газпрома» от 20 до 30 млн евро в год.
В июле 2020 года «Шальке» подписал контракт со строительной компанией HARFID, которая стала третьей в истории клуба компанией (после AllyouneedFresh и Deutsche Post AG), чья реклама располагается на рукаве футболки. По действующему контракту до 2025 года «Шальке» получает от HARFID около 5,5 млн евро в год.
В марте 2021 года «Газпром», несмотря на вылет клуба во Вторую Бундеслигу, продлил контракт до 2025 года и снизил выплаты клубу до 10 млн евро в год. 24 февраля 2022 года «Шальке» после обсуждения со спонсором принял решение убрать с футболок надпись «Газпром» в связи со вторжением России на Украину. Команда успела сыграть матч Второй Бундеслиги с «Карлсруэ» (1:1) в форме с надписью «Шальке 04» поверх титульного спонсора перед тем, как 28 февраля клуб досрочно расторг контракт с российской компанией. 5 марта новым титульным спонсором «Шальке» стала компания Vivawest — организация, обслуживающая почти 120 тысяч квартир в примерно ста общинах и обеспечивающая жильём около 300 тысяч человек в Северном Рейне-Вестфалии.
После возвращения «Шальке» в Бундеслигу в июле 2022 года новым титульным спонсором стала онлайн-платформа для продажи автомобилей MeinAuto.de. По контракту до 2025 года она выплачивала клубу 7 млн евро в год. После очередного вылета из Бундеслиги новым титульным спонсором стала компания Veltins. 19 июля 2024 новым титульным спонсором стала швейцарская компания SUN AG.
- Главные спонсоры клуба[265]:
  -  SUN AG — швейцарская пищевая компания, титульный спонсор клуба[7].
  -  Veltins — пивоваренная компания, спонсор «Фельтинс-Арены»[46].
  -  Adidas — производитель экипировки, технический спонсор[248].
- Премиум-партнёры клуба[265]
  -  Böklunder — производитель колбасных изделий[266].
  -  Coca-Cola — американская пищевая компания[267].
  -  HRS — сервис по бронированию отелей[268].
  -  Stölting — поставщик услуг[266].

## Форма

### Домашняя
| 1991/92   | 1992—1994 | 1994—1996 | 1996—1998 | 1998—2000 | 2000—2002 | 2002—2004 | 2004—2006 | 2006—2008 | 2008—2010 | 2010—2012 |  |
| 2012—2014 | 2014—2016 | 2016—2018 | 2018/19   | 2019/20   | 2020/21   | 2021/22   | 2022/23   | 2023/24   | 2024/25   | 2025/26   |  |

### Гостевая
| 1991/92   | 1992—1996 | 1996—1998 | 1998/99 | 1999—2001 | 2001—2003 | 2003—2005 | 2005—2007 | 2007—2009 | 2009/10 | 2010/11 |
| 2011—2013 | 2013—2015 | 2015—2017 | 2017/18 | 2018/19   | 2019/20   | 2020/21   | 2021/22   | 2022/23   | 2023/24 | 2024/25 |
| 2025/26   |           |           |         |           |           |           |           |           |         |         |

### Резервная
| 1993/94   | 1996/97   | 1997—1999 | 1999—2001 | 2001—2003 | 2003—2005 | 2005—2007 | 2007/08 | 2008/09 | 2009—2011 | 2011—2013 |  |
| 2013—2015 | 2015—2017 | 2017/18   | 2018/19   | 2019/20   | 2020/21   | 2021/22   | 2022/23 | 2023/24 | 2024/25   | 2025/26   |  |

Источники:,

## Достижения

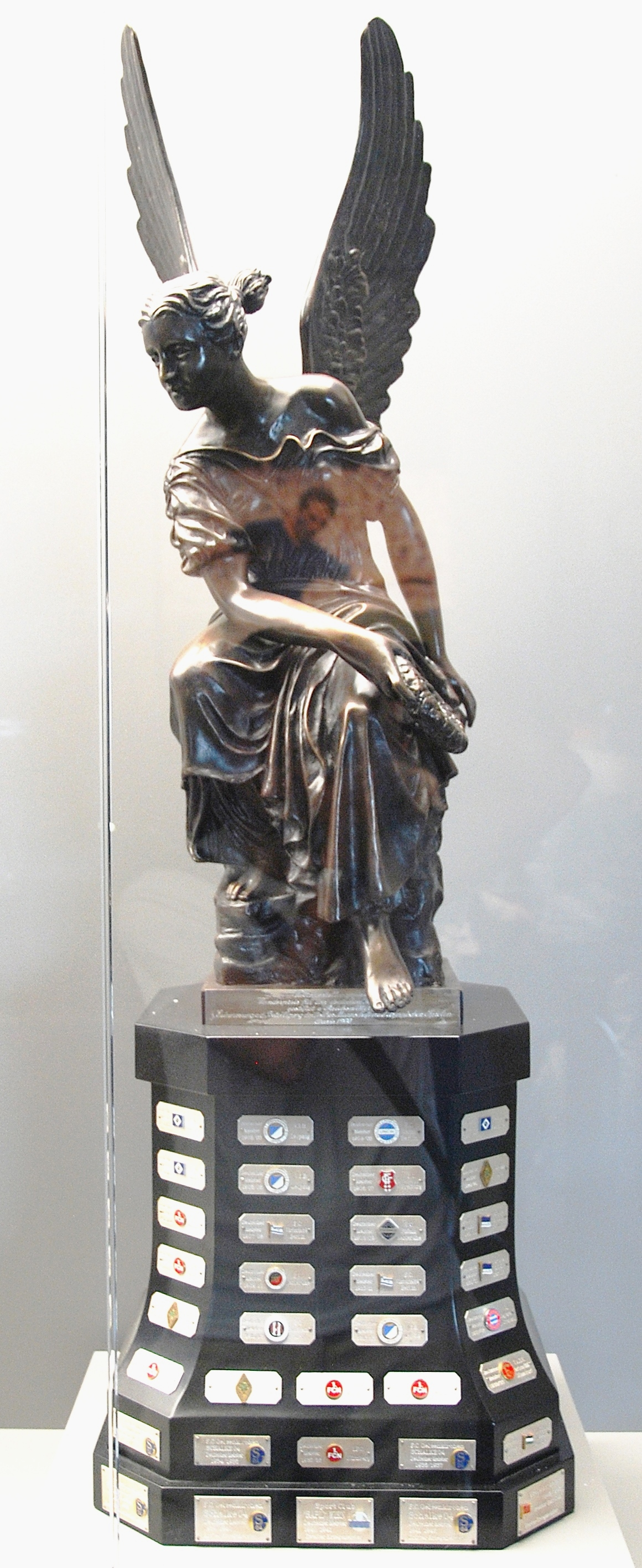
Реплика чемпионского кубка Германии «Виктория» вручавшегося в период 1903—1944 годов, хранится в клубном музее «Шальке 04»

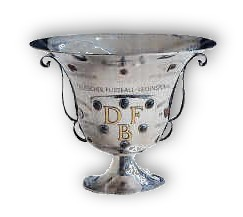
Кубок Германии (Tschammerpokal) 1937 года

### Национальные
- Чемпионат Германии
  - Чемпион (7): 1933/34, 1934/35, 1936/37, 1938/39, 1939/40, 1941/42, 1957/58
  - Вице-чемпион (10): 1932/33, 1937/38, 1940/41, 1971/72, 1976/77, 2000/01, 2004/05, 2006/07, 2009/10, 2017/18
- Кубок Германии
  - Обладатель (5): 1937, 1971/72, 2000/01, 2001/02, 2010/11
  - Финалист (7): 1935, 1936, 1941, 1942, 1954/55, 1968/69, 2004/05
- Кубок немецкой лиги
  - Обладатель: 2005
  - Финалист (3): 2001, 2002, 2007
- Суперкубок Германии
  - Обладатель: 2011
- Вторая Бундеслига
  - Победитель (3): 1981/82, 1990/91, 2021/22
  - Вице-чемпион: 1983/84

### Международные
- Лига чемпионов УЕФА
  - 1/2 финала: 2010/11
- Кубок УЕФА
  - Обладатель: 1997
- Кубок обладателей кубков УЕФА
  - 1/2 финала: 1969/70
- Кубок Интертото
  - Победитель (2): 2003, 2004
- Кубок Альп
  - Победитель: 1968

### Региональные
- Чемпионат Западной Германии
  - Чемпион (4): 1928/29, 1929/30, 1931/32, 1932/33
- Кубок Западной Германии
  - Обладатель: 1953/54
- Гаулига Вестфалии
  - Победитель (11, рекорд): 1933/34, 1934/35, 1935/36, 1936/37, 1937/38, 1938/39, 1939/40, 1940/41, 1941/42, 1942/43, 1943/44
- Кубок Вестфалии
  - Обладатель (2): 1942/43, 1943/44
- Ландеслига Вестфалии
  - Победитель (2): 1945/46 (Группа 1), 1946/47 (Группа 1)
- Оберлига Запад
  - Победитель (2): 1950/51, 1957/58

### Молодёжные
- Бундеслига (до 19)
  - Чемпион (4): 1975/76, 2005/06, 2011/12, 2014/15
  - Вице-чемпион (4): 1974/75, 1979/80, 1980/81, 2017/18
- Кубок Германии (до 19)
  - Обладатель (2): 2001/02, 2004/05
  - Финалист (4): 1992/93, 1996/97, 2013/14, 2022/23
- Кубок юниорской лиги (до 19)
  - Финалист: 2021
- Бундеслига (до 17)
  - Чемпион (3): 1977/78, 2001/02, 2021/22
  - Вице-чемпион (2): 1976/77, 1979/80
- Кубок юниорской лиги (до 17)
  - Обладатель: 2021

## Текущий состав
| 1  | Германия             | Вр  | Лорис Кариус                | 1993 |  |  |  |  |  |
| 28 | Германия             | Вр  | Джастин Хеекерен            | 2000 |  |  |  |  |  |
| 32 | Германия             | Вр  | Лука Подлех                 | 2005 |  |  |  |  |  |
| 36 | Германия             | Вр  | Йоханнес Зибекинг           | 2006 |  |  |  |  |  |
|    |                      |     |                             |      |  |  |  |  |  |
| 2  | Аргентина            | Защ | Фелипе Санчес               | 2004 |  |  |  |  |  |
| 4  | Турция               | Защ | Хасан Куручай               | 1997 |  |  |  |  |  |
| 5  | Германия             | Защ | Тимо Беккер (вице-капитан)  | 1997 |  |  |  |  |  |
| 17 | Швейцария            | Защ | Адриан Гантенбайн           | 2001 |  |  |  |  |  |
| 21 | Бельгия              | Защ | Мартин Васински             | 2004 |  |  |  |  |  |
| 22 | Мали                 | Защ | Ибраима Сиссе               | 2001 |  |  |  |  |  |
| 25 | Босния и Герцеговина | Защ | Никола Катич (вице-капитан) | 1996 |  |  |  |  |  |
| 26 | Чехия                | Защ | Томаш Калас                 | 1993 |  |  |  |  |  |
| 30 | Германия             | Защ | Антон Донкор                | 1997 |  |  |  |  |  |
| 33 | Германия             | Защ | Витали Беккер               | 2005 |  |  |  |  |  |
| 41 | Германия             | Защ | Хеннинг Матрициани          | 2000 |  |  |  |  |  |
| 43 | Турция               | Защ | Мертджан Айхан              | 2006 |  |  |  |  |  |
| 49 | Франция              | Защ | Тидьян Туре                 | 2004 |  |  |  |  |  |
|    |                      |     |                             |      |  |  |  |  |  |

| 6  | Германия | ПЗ  | Рон Шалленберг          | 1998 |  |  |  |  |  |
| 8  | Германия | ПЗ  | Амин Юнес               | 1993 |  |  |  |  |  |
| 14 | Германия | ПЗ  | Яник Бахманн            | 1996 |  |  |  |  |  |
| 16 | Уругвай  | ПЗ  | Мауро Саласар           | 2005 |  |  |  |  |  |
| 18 | Гана     | ПЗ  | Кристофер Антви-Аджей   | 1994 |  |  |  |  |  |
| 20 | Германия | ПЗ  | Арис Байындыр           | 2006 |  |  |  |  |  |
| 23 | Германия | ПЗ  | Суфьян Эль-Фаузи        | 2002 |  |  |  |  |  |
| 37 | Германия | ПЗ  | Макс Грюгер             | 2005 |  |  |  |  |  |
| 38 | Австрия  | ПЗ  | Тристан Османи          | 2005 |  |  |  |  |  |
|    |          |     |                         |      |  |  |  |  |  |
| 9  | Мали     | Нап | Мусса Силла             | 1999 |  |  |  |  |  |
| 10 | Сенегал  | Нап | Пап-Меисса Ба           | 1997 |  |  |  |  |  |
| 11 | Франция  | Нап | Брайан Ласм             | 1998 |  |  |  |  |  |
| 15 | Дания    | Нап | Эмиль Хёйлунн           | 2005 |  |  |  |  |  |
| 19 | Турция   | Нап | Кенан Караман (капитан) | 1994 |  |  |  |  |  |
| 24 | Франция  | Нап | Ильес Амаш              | 2003 |  |  |  |  |  |
| 39 | Германия | Нап | Петер Реммерт           | 2005 |  |  |  |  |  |
| 47 | Того     | Нап | Заид Амуссу-Чибара      | 2006 |  |  |  |  |  |

### Игроки в аренде
| \| № \| \| Поз. \| Имя \| Год рождения \| \| - \| \| ---- \| ------------------------------------------------------------ \| ------------ \| \| — \| \| Защ \| Стив Нооде (в «Унионе Титус-Петанже[англ.]» до 30 июня 2026) \| 2005 \| |         |      |                                                       |              |
| № |         | Поз. | Имя                                                   | Год рождения |
| — | Камерун | Защ  | Стив Нооде (в «Унионе Титус-Петанже» до 30 июня 2026) | 2005         |

## Трансферы 2025/2026

### Лето 2025
| Поз. | Игрок                 | Предыдущий клуб       |
| ---- | --------------------- | --------------------- |
| Вр   | Рон-Торбен Хоффманн** | Айнтрахт (Брауншвейг) |
| Защ  | Хеннинг Матрициани**  | Вальдхоф (Мангейм)    |
| Защ  | Стив Нооде**          | Райндорф Альтах       |
| Защ  | Мартин Васински**     | Генк                  |
| Защ  | Тимо Беккер***        | Хольштайн             |
| Защ  | Никола Катич          | Цюрих                 |
| Защ  | Хасан Куручай***      | Ауд-Хеверле Лёвен     |
| ПЗ   | Эммануэль Гьямфи**    | ВВВ-Венло             |
| ПЗ   | Лино Темпельманн**    | Айнтрахт (Брауншвейг) |
| ПЗ   | Суфьян Эль-Фаузи      | Алеманния (Ахен)      |
| Нап  | Брайан Ласм**         | Грассхоппер           |
| Нап  | Пауль Пёпперль**      | Виктория (Кёльн)      |

| Поз. | Игрок                | Новый клуб             |
| ---- | -------------------- | ---------------------- |
| Вр   | Ральф Ферманн***     | Свободный агент        |
| Вр   | Михаэль Лангер       | Завершение карьеры     |
| Вр   | Рон-Торбен Хоффманн  | Айнтрахт (Брауншвейг)  |
| Защ  | Мехмет Айдын***      | Айнтрахт (Брауншвейг)  |
| Защ  | Марцин Каминьский*** | Висла (Плоцк)          |
| Защ  | Дерри Мёркин         | Утрехт                 |
| Защ  | Никлас Бартель***    | Свободный агент        |
| Защ  | Тим Шмидт            | СГФ Фрайберг           |
| Защ  | Стив Нооде*          | Унион Титус-Петанж     |
| Защ  | Тайлан Булут         | Бешикташ               |
| ПЗ   | Тобиас Мор***        | Стандард               |
| ПЗ   | Доминик Дрекслер     | Завершение карьеры     |
| ПЗ   | Аймен Баркок***      | Свободный агент        |
| ПЗ   | Эммануэль Гьямфи     | Абердин                |
| ПЗ   | Хон Сокджу***        | Рот-Вайсс (Оберхаузен) |
| ПЗ   | Тим Альбутат         | Завершение карьеры     |
| ПЗ   | Пауль Сегуин         | Герта (Берлин)         |
| ПЗ   | Лино Темпельманн     | Айнтрахт (Брауншвейг)  |

## Тренеры

### Тренерские достижения

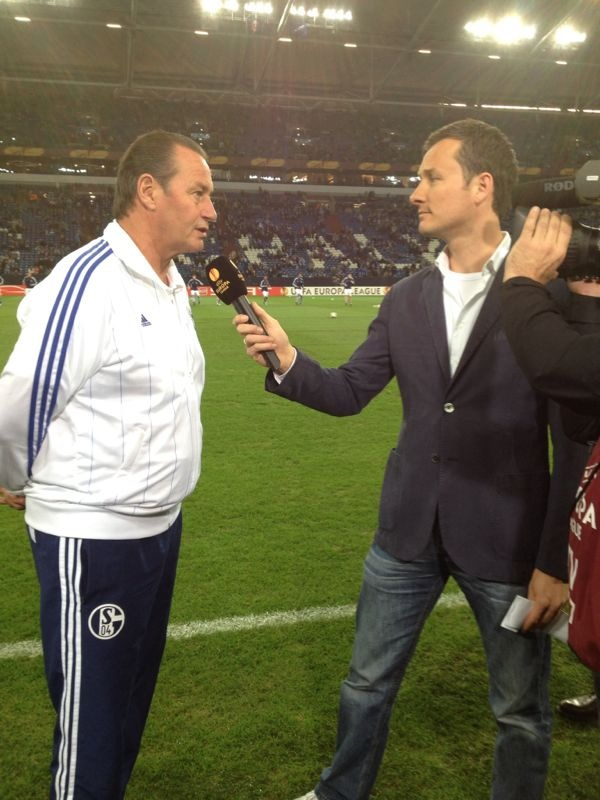
Хуб Стевенс — рекордсмен «Шальке» по количеству матчей (316) среди тренеров клуба

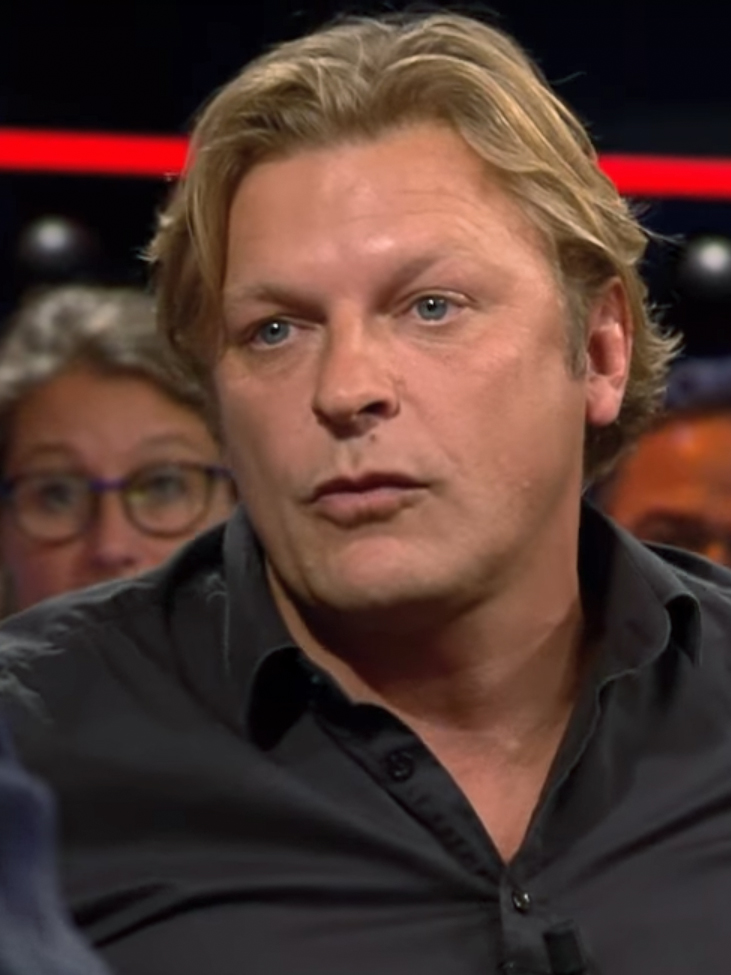
Юри Мюлдер — новый спортивный директор «Шальке 04»

- Следующие главные тренеры выиграли хотя бы один турнир с «Шальке»[273]

| Имя           | Период работы                    | Показатели | Показатели | Показатели | Показатели | Показатели | Показатели | Показатели | Выигранные турниры                                    |
| Имя           | Период работы                    | М          | В          | Н          | П          | МЗ         | МП         | О/М        | Выигранные турниры                                    |
| ------------- | -------------------------------- | ---------- | ---------- | ---------- | ---------- | ---------- | ---------- | ---------- | ----------------------------------------------------- |
| Ханс Шмидт    | 1933—1938                        | −          | −          | −          | −          | −          | −          | −          | 3 чемпионата Германии, 1 Кубок Германии               |
| Отто Файст    | 1938—1942                        | −          | −          | −          | −          | −          | −          | −          | 3 чемпионата Германии                                 |
| Эди Фрювирт   | 1954—1959                        | 145        | 69         | 34         | 42         | 331        | 226        | 1,66       | 1 чемпионат ФРГ                                       |
| Ивица Хорват  | 1971—1975, 1978—1979             | 184        | 84         | 34         | 66         | 339        | 285        | 1,55       | 1 Кубок Германии                                      |
| Хуб Стевенс   | 1996—2002, 2011—2012, 2019, 2020 | 316        | 142        | 82         | 92         | 492        | 368        | 1,61       | 1 Кубок УЕФА, 2 Кубка Германии                        |
| Ральф Рангник | 2004—2005, 2011                  | 88         | 48         | 16         | 24         | 164        | 113        | 1,82       | 1 Кубок лиги, 1 Кубок Германии, 1 Суперкубок Германии |

### Тренерский, медицинский и административный штаб
По данным официального сайта клуба
| Должность                                                                  | Имя                  |
| -------------------------------------------------------------------------- | -------------------- |
| Главный тренер                                                             | / Мирон Муслич       |
| Ассистент главного тренера                                                 | Тим Хоогланд         |
| Ассистент главного тренера                                                 | Эдди Латтимор        |
| Ассистент главного тренера                                                 | / Адин Османбашич    |
| Тренер вратарей                                                            | Волкан Юнлю          |
| Тренер по физподготовке                                                    | Александер Шторк     |
| Главный исполнительный директор (CEO) и Председатель правления клуба       | Маттиас Тилльманн    |
| Член правления и Управляющий директор спортивного отдела                   | Франк Бауманн        |
| Член правления и Директор по финансовым, кадровым и юридическим вопросам   | Кристина Рюль-Хамерс |
| Директор по профессиональному футболу (Спортивный директор)                | Юри Мюлдер           |
| Директор планирования состава, скаутинга и академии (Технический директор) | Бен Манга            |
| Спортивный координатор                                                     | Рене Гротус          |
| Административный управляющий                                               | Марио Грефельхёрстер |
| Координатор отданных в аренду игроков                                      | Сидней Сам           |
| Руководитель медицинского отдела и врач команды                            | Патрик Ингельфингер  |
| Врач команды                                                               | Антониус Антониадис  |
| Реабилитологи                                                              | Марк Тум             |
| Реабилитологи                                                              | Нико Вамиг           |
| Руководитель технического отдела                                           | Лоренц Куча-Лиссберг |
| Игровые аналитики                                                          | Йонас Диттрих        |
| Игровые аналитики                                                          | Юстус Ферхассельт    |
| Команда по интеграции                                                      | Джузеппе Миралья     |
| Команда по интеграции                                                      | Хуан Обуру           |
| Менеджеры по экипировке                                                    | Энрико Хайль         |
| Менеджеры по экипировке                                                    | Хольгер Блуменштайн  |
| Координатор по транспорту и водитель                                       | Ларс Лазер           |

## Рекорды
- Все данные взяты с момента основания Бундеслиги в 1963 году.

### Командные рекорды
- Самая крупная победа в Бундеслиге: 7:0 — в гостях против «Баварии», 9 октября 1976 года[31].
- Самая крупная домашняя победа в Бундеслиге:
  - 6:1 — против «Киккерс» (Оффенбах), 4 октября 1972 года.
  - 6:1 — против «Фортуны» (Кёльн), 2 марта 1974 года.
  - 6:1 — против «Боруссии» (Дортмунд), 10 сентября 1985 года.
- Самый крупный счёт в матче Бундеслиги: 7:4 — дома против «Байера», 11 февраля 2006 года.
- Самое крупное поражение в матче Бундеслиги: 0:11 — в гостях против мёнхенгладбахской «Боруссии», 7 января 1967 года[26].
- Самая крупная победа в Кубке Германии: 11:1 — в гостях против «Тенингена», 31 июля 2011 года.
- Самая крупная победа в еврокубках: 6:1 — дома против ХИК, Лига Европы, 25 августа 2011 года.
- Самая крупная победа в Лиге чемпионов: 4:0 — в гостях против «Мальорки», 16 октября 2001 года.
- Наибольшее количество побед в одном сезоне Бундеслиги: 24 победы в 34 матчах — 1976/77.
- Наибольшее количество голов, забитых в одном сезоне Бундеслиги: 77 голов в 34 матчах — 1971/72.
- Наименьшее количество пропущенных голов в одном сезоне Бундеслиги: 31 гол в 34 матчах — 2005/06 и 2009/10.
- Самая длинная победная серия в одном сезоне Бундеслиге: 6 матчей, 2004/05 (7—12 туры), 2006/07 (16—21 туры), 2017/18 (23—28 туры).
- Самая длинная беспроигрышная серия в одном сезоне Бундеслиге: 13 матчей, 1997/98 (16—28 туры), 2006/07 (10—22 туры).

### Рекорды игроков
- Наибольшее количество голов в сезоне во всех турнирах: 48 — Клас-Ян Хюнтелар, 2011/12.
- Наибольшее количество голов в одном сезоне Бундеслиги:
  - 29 — Клаус Фишер, 1975/76.
  - 29 — Клас-Ян Хюнтелар, 2011/12.
- Наибольшее количество голов в одном матче Бундеслиги: 5, Клаус Шеер, дома против «Кёльна», 1 сентября 1971 года.
- Наибольшее количество забитых пенальти: 28 — Инго Андербрюгге.
- Самый длинный период без пропущенных голов в Бундеслиге: 597 минут — Йенс Леманн, с 30 ноября 1996 по 15 марта 1997 года.
- Самый ранний дебют в Бундеслиге: 17 лет, 117 дней — Юлиан Дракслер, дома с «Гамбургом», 15 января 2011 года.
- Самый ранний дебютный гол в Бундеслиге: 17 лет, 193 дня — Юлиан Дракслер, в гостях против «Санкт-Паули», 1 апреля 2011 года.
- Самое возрастное участие в матче Бундеслиги: 43 года, 184 дня — Клаус Фихтель, дома против «Вердера», 21 мая 1988 года.
- Самый возрастной гол в Бундеслиге: 37 лет, 276 дней — Клас-Ян Хюнтелар, дома против франкфуртского «Айнтрахта», 15 мая 2021 года.

| №  | Имя                 | Период    | Матчи |
| -- | ------------------- | --------- | ----- |
| 1  | Клаус Фихтель       | 1965—1988 | 477   |
| 2  | Норберт Нигбур      | 1966—1983 | 355   |
| 3  | Рольф Рюссман       | 1969—1980 | 304   |
| 4  | Клаус Фишер         | 1970—1981 | 295   |
| 4  | Олаф Тон            | 1984—2002 | 295   |
| 6  | Герберт Люткебомерт | 1968—1979 | 286   |
| 7  | Джеральд Асамоа     | 1999—2010 | 279   |
| 8  | Майк Бюскенс        | 1992—2004 | 257   |
| 9  | Иржи Немец          | 1993—2002 | 257   |
| 10 | Ив Айгенраух        | 1991—2002 | 229   |
| 11 | Хельмут Кремерс     | 1971—1980 | 226   |
| 12 | Бенедикт Хёведес    | 2007—2017 | 224   |
| 13 | Инго Андербрюгге    | 1991—2000 | 216   |
| 14 | Эббе Санд           | 1999—2006 | 214   |
| 15 | Эрвин Кремерс       | 1971—1979 | 212   |
| 16 | Юрген Зобирай       | 1969—1979 | 210   |
| 17 | Ханс-Юрген Бехер    | 1960—1971 | 202   |
| 17 | Рюдигер Абрамчик    | 1973—1988 | 202   |
| 19 | Йенс Леманн         | 1991—1998 | 200   |
| 19 | Андреас Мюллер      | 1991—2000 | 200   |
| 19 | Ральф Ферманн       | 2008—2021 | 200   |

| №  | Имя                 | Период    | Голы |
| -- | ------------------- | --------- | ---- |
| 1  | Клаус Фишер         | 1970—1981 | 182  |
| 2  | Клас-Ян Хюнтелар    | 2010—2021 | 84   |
| 3  | Эббе Санд           | 1999—2006 | 74   |
| 4  | Кевин Кураньи       | 2005—2010 | 71   |
| 5  | Олаф Тон            | 1984—2002 | 52   |
| 6  | Эрвин Кремерс       | 1971—1979 | 50   |
| 7  | Инго Андербрюгге    | 1991—2000 | 46   |
| 8  | Хельмут Кремерс     | 1971—1980 | 45   |
| 9  | Рюдигер Абрамчик    | 1973—1988 | 44   |
| 9  | Джеральд Асамоа     | 1999—2010 | 44   |
| 11 | Джефферсон Фарфан   | 2008—2015 | 39   |
| 11 | Клаус Тойбер        | 1983—1987 | 39   |
| 13 | Клаус Шеер          | 1969—1975 | 38   |
| 14 | Юри Мюлдер          | 1993—2002 | 33   |
| 14 | Мартин Макс         | 1995—1999 | 33   |
| 16 | Рольф Рюссман       | 1969—1980 | 30   |
| 16 | Ханс-Юрген Витткамп | 1967—1971 | 30   |
| 18 | Эмиль Мпенза        | 2000—2003 | 28   |
| 18 | Рауль Гонсалес      | 2010—2012 | 28   |
| 20 | Марк Вильмотс       | 1996—2003 | 27   |
| 20 | Герберт Люткебомерт | 1968—1979 | 27   |

## Известные игроки, личные достижения игроков и тренеров «Шальке 04»

### Почётные капитаны
В 2008 году на ежегодном общем собрании членов клуба девять бывших капитанов «Шальке» были назначены почётными капитанами клуба:
| - Томас Штудент — капитан команды: 1916—1928; - Эрнст Куцорра — капитан команды: 1928—1948; - Герман Эппенхофф — капитан команды: 1949—1955; - Бернхард Клодт — капитан команды: 1955—1962; - Манфред Кройц — капитан команды: 1962—1968; | - Райнхард Либуда — капитан команды: 1969—1972; - Клаус Фишер — капитан команды: 1976—1980, 1981; - Олаф Тон — капитан команды: 1995—1996, 1997—2000; - Томаш Валдох — капитан команды: 2000—2004; - Бенедикт Хёведес — капитан команды: 2011—2017. |

### Сборная XX века

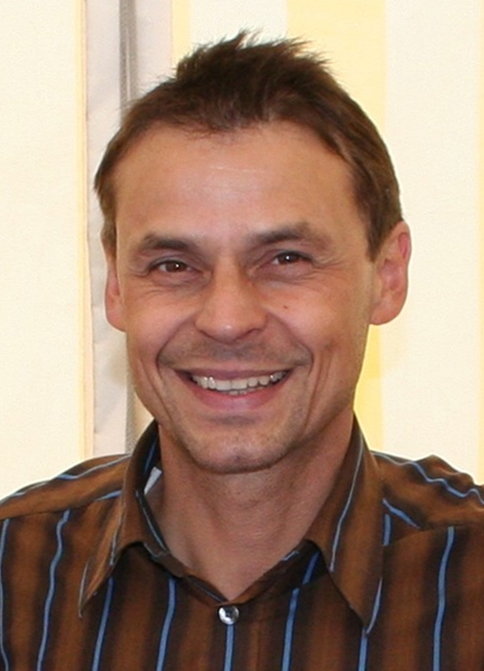
Олаф Тон

К началу 2000 года болельщики «Шальке» выбрали одиннадцать лучших игроков клуба в XX веке в «сборную столетия»:
Тренер:  Хуб Стевенс

| № |               | Поз. | Имя            | Год рождения |
| - | ------------- | ---- | -------------- | ------------ |
|   | Флаг Германии | Вр   | Норберт Нигбур | 1948         |
|   | Флаг Германии | Защ  | Клаус Фихтель  | 1944         |
|   | Флаг Германии | Защ  | Рольф Рюссман  | 1950         |
|   | Флаг Германии | Защ  | Олаф Тон       | 1966         |
|   | Флаг Германии | ПЗ   | Фриц Шепан     | 1907         |
|   | Флаг Германии | ПЗ   | Эрнст Куцорра  | 1905         |

| № |               | Поз. | Имя              | Год рождения |
| - | ------------- | ---- | ---------------- | ------------ |
|   | Флаг Германии | ПЗ   | Инго Андербрюгге | 1964         |
|   | Флаг Бельгии  | ПЗ   | Марк Вильмотс    | 1969         |
|   | Флаг Германии | Нап  | Рюдигер Абрамчик | 1956         |
|   | Флаг Германии | Нап  | Райнхард Либуда  | 1943         |
|   | Флаг Германии | Нап  | Клаус Фишер      | 1949         |

### Зал славы
В 2008 году на ежегодном общем собрании членов клуба было решено создать зал славы «Шальке», который пополнялся в последующие годы и куда вошли почётные капитаны, члены «сборной столетия» и следующие игроки, тренеры и функционеры:
| - Вилли Гис — основатель клуба, игрок: 1904—1914; - Эдуард Фрювирт — главный тренер: 1954—1959; - Эрнст Кальвицки — игрок: 1933—1942; - Чарли Нойманн — куратор команды: 1976—2008; - Эббе Санд — игрок: 1999—2006; - Герберт Люткебомерт — игрок: 1968—1979; - Иржи Немец — игрок: 1993—2002; - Отто Тибульски — игрок: 1930—1948; - Марсело Бордон — игрок: 2004—2010; - Руди Ассауэр — менеджер: 1981—1986, 1993—2006; - Джеральд Асамоа — игрок: 1999—2010; | - Рауль Гонсалес — игрок: 2010—2012; - Адольф Урбан — игрок: 1926—1943; - Норберт Эльгерт — игрок и тренер юношеской команды (до 19 лет): 1975—1976, 1978—1982, 1996—н. в.; - Вилли Козловски — игрок: 1955—1965; - Фриц Ункель — президент: 1912—1915, 1919—1932, 1933—1939; - Майк Бюскенс — игрок: 1992—2002; - Эрнст Пёртген — игрок: 1934—1938; - Ивица Хорват — главный тренер: 1971—1975, 1978—1979; - Эрвин Кремерс — игрок: 1971—1979; - Хельмут Кремерс — игрок и тренер: 1971—1980, 1989. |

### Чемпионы мира

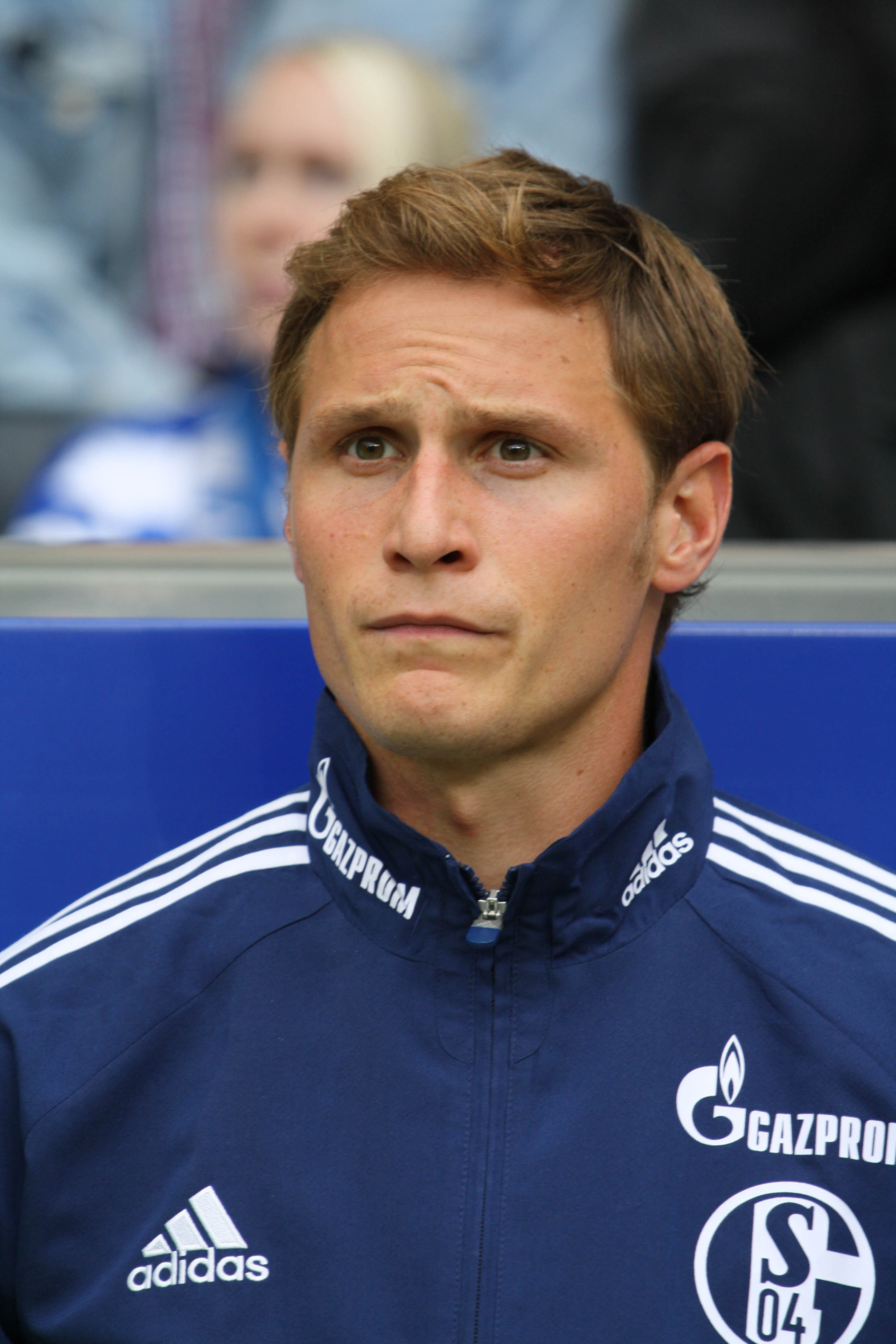
Бенедикт Хёведес

Следующие футболисты становились чемпионами мира, являясь игроками «Шальке 04»:
- Бернхард Клодт — 1954
- Норберт Нигбур — 1974
- Хельмут Кремерс — 1974
- Юлиан Дракслер — 2014
- Бенедикт Хёведес — 2014

### Чемпионы Европы
Следующие футболисты становились чемпионами Европы, являясь игроками «Шальке 04»:
- Эрвин Кремерс — 1972
- Бент Кристенсен — 1992

### Лучший вратарь Европы по версии УЕФА
Следующие вратари были признаны лучшими вратарями Европы по версии УЕФА, выступая за «Шальке 04»:
- Йенс Леманн — 1996
- Мануэль Нойер — 2011

### Футбольный тренер года в Германии
Следующие тренеры были признаны футбольными тренерами года в Германии, выступая за «Шальке 04»:
- Феликс Магат — 2009[280]

### Футболисты года в Бундеслиге
Следующие игроки были признаны футболистами года в Германии, выступая за «Шальке 04»:
- Мануэль Нойер — 2011[281][282]

### Лучшие бомбардиры Бундеслиги
Следующие футболисты становились лучшими бомбардирами чемпионата Германии, выступая за «Шальке 04»:
- Клаус Фишер — 1975/76
- Эббе Санд — 2000/01
- Клас-Ян Хюнтелар — 2011/12

### Прорыв сезона в Австрии
Следующие игроки были признаны прорывом сезона в Австрии по версии Vereinigung der Fußballer (VdF), выступая за «Шальке 04»:
- Алессандро Шёпф — 2016

### Легионер сезона в Австрии
Следующие игроки были признаны легионерами сезона в Австрии по версии Vereinigung der Fußballer (VdF), выступая за «Шальке 04»:
- Гвидо Бургшталлер — 2017